# США на літніх Олімпійських іграх 2016
США на літніх Олімпійських іграх 2016 була представлена 555 спортсменами.

## Медалісти
| Золото | |                                                             |           |
| №      | Спортсмени | Вид спорту (дисципліна)                                     | Дата      |
| 1      | Вірджинія Трешер | Стрільба (пневматична гвинтівка, 10 метрів, жінки)          | 6 серпня  |
| 2      | Кайлеб Дрессел Блейк П'єроні Джиммі Фейген Майкл Фелпс Раян Гелд Натан Едрієн Ентоні Ервін                                                                                                 | Плавання (естафета 4x100 метрів вільним стилем, чоловіки)   | 7 серпня  |
| 3      | Кейті Ледекі | Плавання (400 метрів вільним стилем, жінки)                 | 7 серпня  |
| 4      | Раян Мерфі | Плавання (100 метрів на спині, чоловіки)                    | 8 серпня  |
| 5      | Ліллі Кінг | Плавання (100 метрів брасом, жінки)                         | 8 серпня  |
| 6      | Майкл Фелпс | Плавання (200 метрів батерфляєм, чоловіки)                  | 9 серпня  |
| 7      | Конор Дваєр Тавнлі Гаас Раян Лохте Майкл Фелпс Кларк Сміт Джек Конгер Гуннар Бенц | Плавання (естафета 4x200 метрів вільним стилем, чоловіки)   | 9 серпня  |
| 8      | Кейті Ледекі | Плавання (200 метрів вільним стилем, жінки)                 | 9 серпня  |
| 9      | Сімона Байлс Геббі Дуглас Медісон Кошан Елі Рейсмен Лорі Ернандес | Спортивна гімнастика (командна першість, жінки)             | 9 серпня  |
| 10     | Крістін Армстронг | Велоспорт (роздільна шосейна гонка, жінки)                  | 10 серпня |
| 11     | Майя Дірадо Кейті Ледекі Мелані Маргаліс Сьєрра Рунге Леа Сміт Міссі Франклін Еллісон Шмітт                                                                                                | Плавання (естафета 4x200 метрів вільним стилем, жінки)      | 10 серпня |
| 12     | Сімона Байлс | \| Гімнастика (абсолютна першість, жінки)                   | 11 серпня |
| 13     | Кайла Гаррісон | Дзюдо (до 78 кг, жінки)                                     | 11 серпня |
| 14     | Раян Мерфі | Плавання (200 метрів на спині, чоловіки)                    | 11 серпня |
| 15     | Майкл Фелпс | Плавання (200 метрів комплексом, чоловіки)                  | 11 серпня |
| 16     | Сімоне Мануель | Плавання (200 метрів вільним стилем, жінки)                 | 11 серпня |
| 17     | Мішель Картер | Легка атлетика (штовхання ядра)                             | 12 серпня |
| 18     | Ентоні Ервін | Плавання (50 метрів вільним стилем, чоловіки)               | 12 серпня |
| 19     | Кейті Ледекі | Плавання (800 метрів вільним стилем, жінки)                 | 12 серпня |
| 20     | Майя Дірадо | Плавання (200 метрів на спині, жінки)                       | 12 серпня |
| 21     | Джефф Хендерсон | Легка атлетика (стрибки в довжину)                          | 13 серпня |
| 22     | Аманда Елмор Тесса Гоббо Елль Логан Меган Мусніцькі Аманда Полк Емілі Реган Лорен Шметтерлінг Керрі Сіммондс Кейтлін Снайдер (стернова)                                                    | Академічне веслування вісімки (жінки)                       | 13 серпня |
| 23     | Раян Мерфі Коді Міллер Майкл Фелпс Натан Едрієн Девід Пламмер* Кевін Кордес* Том Шілдс* Кайлеб Дрессел*                                                                                    | Плавання (естафета 4x100 метрів комплексом, чоловіки)       | 13 серпня |
| 24     | Кетлін Бейкер Ліллі Кінг Дана Воллмер Сімоне Мануель Олівія Смоліга* Кеті Мейлі* Келсі Воррелл* Еббі Вейтцейл*                                                                             | Плавання (естафета 4x100 метрів комплексом, жінки)          | 13 серпня |
| 25     | Сімона Байлс | Гімнастика (опорний стрибок, жінки)                         | 14 серпня |
| 26     | Бетані Маттек-Сендс Джек Сок | Теніс (змішаний парний турнір)                              | 14 серпня |
| 27     | Крістіан Тейлор | Легка атлетика (потрійний стрибок)                          | 16 серпня |
| 28     | Сімона Байлс | Гімнастика (вільні вправи, жінки)                           | 16 серпня |
| 29     | Бріанна Роллінс | Легка атлетика (біг на 100 метрів з бар'єрами, жінки)       | 17 серпня |
| 30     | Тіанна Медісон | Легка атлетика (стрибки в довжину, жінки)                   | 17 серпня |
| 31     | Керрон Клемент | Легка атлетика (біг на 400 метрів з бар'єрами, чоловіки)    | 18 серпня |
| 32     | Раян Кроузер | Легка атлетика (штовхання ядра, чоловіки)                   | 18 серпня |
| 33     | Ештон Ітон | Легка атлетика (десятиборство, чоловіки)                    | 18 серпня |
| 34     | Далайла Мухаммад | Легка атлетика (біг на 400 метрів з бар'єрами, жінки)       | 18 серпня |
| 35     | Гелен Мароуліс | Боротьба (Вільна боротьба до 53 кг, жінки)                  | 18 серпня |
| 36     | Тіанна Медісон Еллісон Фелікс Інгліш Гарднер Торі Бові | Легка атлетика (естафета 4×100 метрів, жінки)               | 19 серпня |
| 37     | Коннор Філдс | Велоспорт (BMX, чоловіки)                                   | 19 серпня |
| 38     | Саманта Гілл Медді Масселмен Мелісса Сейдеманн Рейчел Феттел Арія Фішер Меггі Стеффенс Кортні Метьюсон Кайлі Ньюшул Керолайн Кларк Кейлі Гілкріст Макензі Фішер Кемерін Крейґ Ешлі Джонсон | Водне поло (жіночий турнір)                                 | 19 серпня |
| 39     | Меттью Сентровіц | Легка атлетика (біг на 1500 метрів)                         | 20 серпня |
| 40     | Арман Холл Тоні Маккей Гіл Робертс Лашон Меррітт Кайл Клемонс* Девід Вербург* | Легка атлетика (естафета 4×400 метрів, чоловіки)            | 20 серпня |
| 41     | Еллісон Фелікс Філліс Френсіс Наташа Гастінгс Кортні Около Тейлор Елліс-Вотсон* Франсена Маккорорі*                                                                                        | Легка атлетика (естафета 4×400 метрів, жінки)               | 20 серпня |
| 42     | Ліндсі Вейлен Сеймон Огастус Сью Берд Майя Мур Енджел Маккотрі Бріанна Стюарт Таміка Кетчінгс Єлена Делле Донн Даяна Торасі Сільвія Фоулз Тіна Чарлз Бріттні Грінер                        | Баскетбол (жіночий турнір)                                  | 20 серпня |
| 43     | Гвен Йоргенсен | Тріатлон (жінки)                                            | 20 серпня |
| 44     | Джиммі Батлер Кевін Дюрант Деандре Джордан Кайл Лоурі Гаррісон Барнс ДеМар ДеРозан Кайрі Ірвінг Клей Томпсон Демаркус Казінс Пол Джордж Дреймонд Грін Кармело Ентоні                       | Баскетбол (чоловічий турнір)                                | 21 серпня |
| 45     | Кларесса Шилдс | Бокс (до 75 кг, жінки)                                      | 21 серпня |
| 46     | Кайл Снайдер | Боротьба (Вільна боротьба до 97 кг, чоловіки)               | 21 серпня |
| Срібло | |                                                             |           |
| №      | Спортсмени | Вид спорту (дисципліна)                                     | Дата      |
| 1      | Чейз Каліш | Плавання (400 метрів комплексом, чоловіки)                  | 6 серпня  |
| 2      | Майя Дірадо | Плавання (400 метрів комплексом, жінки)                     | 6 серпня  |
| 3      | Зак Гарретт Джейк Камінскі Брейді Еллісон | Стрільба з лука (командна першість, чоловіки)               | 6 серпня  |
| 4      | Сімоне Мануель Еббі Вейтцейл Дана Воллмер Кейті Ледекі Лія Ніл Аманда Вейр Еллісон Шмітт                                                                                                   | Плавання (естафета 4x100 метрів вільним стилем, жінки)      | 6 серпня  |
| 5      | Александер Массіалас | Фехтування (індивідуальна рапіра, чоловіки)                 | 7 серпня  |
| 6      | Кетлін Бейкер | Плавання (100 метрів на спині, жінки)                       | 8 серпня  |
| 7      | Девід Бодая Стіл Джонсон | Стрибки у воду (синхронна вишка, 10 метрів, чоловіки)       | 8 серпня  |
| 8      | Тревіс Стівенс | Дзюдо (до 81 кг, чоловіки)                                  | 9 серпня  |
| 9      | Джош Прено | Плавання (200 метрів брасом, чоловіки)                      | 10 серпня |
| 10     | Сем Дорман Майкл Гіксон | Стрибки у воду (синхронний трамплін, 3 метри, чоловіки)     | 10 серпня |
| 11     | Деріл Гомер | Фехтування (індивідуальна шабля, чоловіки)                  | 10 серпня |
| 12     | Елі Рейсмен | Гімнастика (абсолютна першість, жінки)                      | 11 серпня |
| 13     | Майкл Фелпс | Плавання (100 метрів батерфляєм, чоловіки)                  | 12 серпня |
| 14     | Торі Бові | Легка атлетика (біг на 100 метрів)                          | 13 серпня |
| 15     | Сара Гаммер Келлі Кетлін Хлоя Дагерт Дженіфер Валенте | Велоспорт (командна гонка переслідування, жінки)            | 13 серпня |
| 16     | Дженевра Стоун | Академічне веслування (одиночки, жінки)                     | 13 серпня |
| 17     | Коннор Джегер | Плавання (1500 метрів вільним стилем, чоловіки)             | 13 серпня |
| 18     | Сімоне Мануель | Плавання (50 метрів вільним стилем, жінки)                  | 13 серпня |
| 19     | Джастін Гетлін | Легка атлетика (біг на 100 метрів)                          | 14 серпня |
| 20     | Медісон Кошан | Гімнастика (різновисокі бруси, жінки)                       | 14 серпня |
| 21     | Вінус Вільямс Раджив Рем | Теніс (змішаний парний турнір)                              | 14 серпня |
| 22     | Еллісон Фелікс | Легка атлетика (біг на 400 метрів, жінки)                   | 15 серпня |
| 23     | Лорі Ернандес | Гімнастика (колода, жінки)                                  | 15 серпня |
| 24     | Вілл Клей | Легка атлетика (потрійний стрибок)                          | 16 серпня |
| 25     | Сара Гаммер | Велоспорт (омніум, жінки)                                   | 16 серпня |
| 26     | Данелл Лейва | Гімнастика (паралельні бруси, чоловіки)                     | 16 серпня |
| 27     | Данелл Лейва | Гімнастика (перекладина, чоловіки)                          | 16 серпня |
| 28     | Елі Рейсмен | Гімнастика (вільні вправи, жінки)                           | 16 серпня |
| 29     | Еван Джагер | Легка атлетика (біг на 3000 метрів з перешкодами, чоловіки) | 17 серпня |
| 30     | Ніа Алі | Легка атлетика (біг на 100 метрів з бар'єрами, жінки)       | 17 серпня |
| 31     | Бріттні Різ | Легка атлетика (стрибки в довжину, жінки)                   | 17 серпня |
| 32     | Кент Фаррінгтон Люсі Девіс Маклейн Ворд Бізі Медден | Кінний спорт (командний конкур)                             | 17 серпня |
| 33     | Джо Ковач | Легка атлетика (штовхання ядра)                             | 18 серпня |
| 34     | Сенді Морріс | Легка атлетика (стрибки з жердиною)                         | 19 серпня |
| 35     | Еліс Пост | Велоспорт (BMX, жінки)                                      | 19 серпня |
| 36     | Пол Челімо | Легка атлетика (біг на 5000 метрів, чоловіки)               | 20 серпня |
| 37     | Шакур Стівенсон | Бокс (до 56 кг, чоловіки)                                   | 20 серпня |
| Бронза | |                                                             |           |
| №      | Спортсмени | Вид спорту (дисципліна)                                     | Дата      |
| 1      | Коді Міллер | Плавання (100 метрів брасом, чоловіки)                      | 7 серпня  |
| 2      | Леа Сміт | Плавання (400 метрів вільним стилем, жінки)                 | 7 серпня  |
| 3      | Дана Воллмер | Плавання (100 метрів батерфляєм, жінки)                     | 7 серпня  |
| 4      | Корі Когделл | Стрільба (трап, жінки)                                      | 7 серпня  |
| 5      | Конор Дваєр | Плавання (200 метрів вільним стилем, чоловіки)              | 8 серпня  |
| 6      | Девід Пламмер | Плавання (100 метрів на спині, чоловіки)                    | 8 серпня  |
| 7      | Кеті Мейлі | Плавання (100 метрів брасом, жінки)                         | 8 серпня  |
| 8      | Філліп Даттон | Кінний спорт (індивідуальне триборство)                     | 9 серпня  |
| 9      | Майя Дірадо | Плавання (200 метрів комплексом, жінки)                     | 9 серпня  |
| 10     | Натан Едрієн | Плавання (100 метрів вільним стилем, чоловіки)              | 10 серпня |
| 11     | Брейді Еллісон | Стрільба з лука (індивідуальна першість, чоловіки)          | 12 серпня |
| 12     | Ніко Ернандес | Бокс (до 49 кг, чоловіки)                                   | 12 серпня |
| 13     | Еллісон Брок Кейсі Перрі-Гласс Стеффен Петерс Лора Грейвз | Кінний спорт (командна виїздка)                             | 12 серпня |
| 14     | Герек Мейнгардт Александер Массіалас Майлз Чемлі-Вотсон Рейс Імбоден | Фехтування (командна рапіра, чоловіки)                      | 12 серпня |
| 15     | Кімберлі Род | Стрільба (скит, жінки)                                      | 12 серпня |
| 16     | Натан Едрієн | Плавання (50 метрів вільним стилем, чоловіки)               | 12 серпня |
| 17     | Стів Джонсон Джек Сок | Теніс (чоловічий парний турнір)                             | 12 серпня |
| 18     | Моніка Аксамит Ібтіхадж Мухаммад Дагмара Возняк Маріель Загуніс | Фехтування (командна шабля, жінки)                          | 13 серпня |
| 19     | Лашон Меррітт | Легка атлетика (біг на 400 метрів)                          | 14 серпня |
| 20     | Метт Кучар | Гольф (чоловіки)                                            | 14 серпня |
| 21     | Александер Наддур | Спортивна гімнастика (кінь, чоловіки)                       | 14 серпня |
| 22     | Сара Роблес | Важка атлетика (понад 75 кг, жінки)                         | 14 серпня |
| 23     | Клейтон Мерфі | Легка атлетика (біг на 800 метрів, чоловіки)                | 15 серпня |
| 24     | Сем Кендрікс | Легка атлетика (стрибки з жердиною, чоловіки)               | 15 серпня |
| 25     | Емма Кобурн | Легка атлетика (біг на 3000 метрів з перешкодами, жінки)    | 15 серпня |
| 26     | Сімона Байлс | Спортивна гімнастика (колода, жінки)                        | 15 серпня |
| 27     | Дженніфер Сімпсон | Легка атлетика (біг на 1500 метрів з перешкодами, жінки)    | 16 серпня |
| 28     | Калеб Пейн | Вітрильний спорт (Фінн)                                     | 16 серпня |
| 29     | Торі Бові | Легка атлетика (біг на 200 метрів, жінки)                   | 17 серпня |
| 30     | Крісті Кестлін | Легка атлетика (біг на 100 метрів з бар'єрами, жінки)       | 17 серпня |
| 31     | Крісті Кестлін | Волейбол (пляжний волейбол, жінки)                          | 17 серпня |
| 32     | Ешлі Спенсер | Легка атлетика (біг на 400 метрів з бар'єрами, жінки)       | 18 серпня |
| 33     | Девід Бодая | Стрибки у воду (вишка, 10 метрів, чоловіки)                 | 20 серпня |
| 34     | Джекі Галловей | Тхеквондо (понад 67 кг, жінки)                              | 20 серпня |
| 35     | Аліша Гласс Кайла Бенворт (ліберо) Кортні Томпсон Рейчел Адамс Карлі Ллойд Джордан Ларсон Келлі Мерфі Кріста Гармотто (капітан) Кімберлі Гілл Фолуке Акінрадево Келсі Робінсон Карста Лоув | Волейбол (жінки)                                            | 20 серпня |
| 36     | Джейден Кокс | Боротьба (вільна боротьба до 86 кг, чоловіки)               | 20 серпня |
| 37     | Гален Рупп | Легка атлетика (марафон, чоловіки)                          | 21 серпня |
| 38     | Меттью Андерсон Аарон Расселл Тейлор Сандер Девід Камерон Лі (капітан) Кавіка Шоджі Рейд Прідді Мерфі Трой Томас Яшке Міка Крістенсон Максвелл Голт Девід Сміт Ерік Шоджі (ліберо)         | Волейбол (чоловіки)                                         | 21 серпня |

## Спортсмени
| Дисципліна                      | Чоловіки | Жінки | Разом |
| ------------------------------- | -------- | ----- | ----- |
| Стрільба з лука                 | 3        | 1     | 4     |
| Легка атлетика                  | 64       | 65    | 129   |
| Бадмінтон                       | 3        | 4     | 7     |
| Баскетбол                       | 12       | 12    | 24    |
| Бокс                            | 6        | 2     | 8     |
| Веслування на байдарках і каное | 3        | 2     | 5     |
| Велоспорт                       | 8        | 13    | 21    |
| Стрибки у воду                  | 5        | 5     | 10    |
| Кінний спорт                    | 6        | 6     | 12    |
| Фехтування                      | 6        | 8     | 14    |
| Хокей на траві                  | 0        | 16    | 16    |
| Футбол                          | 0        | 18    | 18    |
| Гольф                           | 4        | 3     | 7     |
| Гімнастика                      | 6        | 12    | 18    |
| Дзюдо                           | 3        | 3     | 6     |
| Сучасне п'ятиборство            | 1        | 2     | 3     |
| Академічне веслування           | 21       | 20    | 41    |
| Регбі-7                         | 12       | 12    | 24    |
| Вітрильний спорт                | 8        | 7     | 15    |
| Стрільба                        | 13       | 7     | 20    |
| Плавання                        | 25       | 22    | 47    |
| Синхронне плавання              | —        | 2     | 2     |
| Настільний теніс                | 3        | 3     | 6     |
| Тхеквондо                       | 2        | 2     | 4     |
| Теніс                           | 6        | 6     | 12    |
| Тріатлон                        | 3        | 3     | 6     |
| Волейбол                        | 16       | 16    | 32    |
| Водне поло                      | 13       | 13    | 26    |
| Важка атлетика                  | 1        | 3     | 4     |
| Боротьба                        | 10       | 4     | 14    |
| Разом                           | 263      | 292   | 555   |

## Стрільба з лука
Троє американських лучників кваліфікувались на змагання серед чоловіків, посівши одне з перших восьми місць у командних змаганнях з класичного лука на Чемпіонаті світу зі стрільби з лука 2015 в Копенгагені (Данія). Ще одна лучниця кваліфікувалась на змагання серед жінок, здобувши на тих самих змаганнях одну з восьми доступних путівок.
| Спортсмен                                 | Дисципліна                        | Відбірковий раунд | Відбірковий раунд | Раунд 1/64                   | Раунд 1/32                 | Раунд 1/16                 | Чвертьфінали                  | Півфінали              | Фінал / БМ                   | Фінал / БМ       |
| Спортсмен                                 | Дисципліна                        | Результат         | Місце             | Суперник Результат           | Суперник Результат         | Суперник Результат         | Суперник Результат            | Суперник Результат     | Суперник Результат           | Місце            |
| ----------------------------------------- | --------------------------------- | ----------------- | ----------------- | ---------------------------- | -------------------------- | -------------------------- | ----------------------------- | ---------------------- | ---------------------------- | ---------------- |
| Брейді Еллісон                            | індивідуальна першість (чоловіки) | 690               | 2                 | Алі Ель-Грарі (LBA) W 6–0    | Джейк Камінскі (USA) W 6–2 | Зак Гарретт (USA) W 6–4    | Такахару Фурукава (JPN) W 6–2 | Ку Бон Чан (KOR) L 5–6 | Шеф ван дер Берг (NED) W 6–2 | 3                |
| Зак Гарретт                               | індивідуальна першість (чоловіки) | 674               | 15                | Хазік Камаруддін (MAS) W 6–0 | Кріспін Дуенас (CAN) W 7–3 | Брейді Еллісон (USA) L 4–6 | Завершив виступ               | Завершив виступ        | Завершив виступ              | Завершив виступ  |
| Джейк Камінскі                            | індивідуальна першість (чоловіки) | 660               | 31                | Маркус Д'Алмейда (BRA) W 6–4 | Брейді Еллісон (USA) L 2–6 | Завершив виступ            | Завершив виступ               | Завершив виступ        | Завершив виступ              | Завершив виступ  |
| Брейді Еллісон Зак Гарретт Джейк Камінскі | командна першість (чоловіки)      | 2024              | 2                 | Н/Д                          | Н/Д                        | Bye                        | Індонезія (INA) W 6–2         | Китай (CHN) W 6–0      | Південна Корея (KOR) L 0–6   | 2                |
| Маккензі Бравн                            | індивідуальна першість (жінки)    | 641               | 19                | Клаудія Мандія (ITA) W 6–4   | Хтве Сань Ю (MYA) L 3–7    | Завершила виступ           | Завершила виступ              | Завершила виступ       | Завершила виступ             | Завершила виступ |

## Легка атлетика
Першими серед легкоатлетів США на олімпіаду кваліфікувалися 6 марафонських бігунів (по троє кожної статі), завдяки фінішу в трійках призерів на Олімпійських командних кваліфікаційних змаганнях, які пройшли 13 лютого 2016 року в Лос-Анджелесі. Тиждень по тому до них приєднався представник спортивної ходьби, триразовий учасник олімпійських ігор Джон Нанн, який у Сенті (Каліфорнія) виграв кваліфікаційне змагання на 50 км, виконавши олімпійський норматив (4:06:00).
У змаганнях зі спортивної ходьби до команди долучились двоє жінок (Мічта-Коффі і Мелвілл), посівши одне з перших двох місць і виконавши олімпійський норматив (1:36:00) з ходьби на 20 км в перший день Олімпійських кваліфікаційних змагань в Сейлемі (Орегон). Серед чоловіків на цій самій дистанції виграв Нанн з результатом (1:25:37), але не виконав олімпійський норматив 1:24:00.
Загалом за підсумками Олімпійських кваліфікаційних змагань на олімпіаду кваліфікувалось 126 легкоатлетів США (61 чоловік 65 жінок). Серед них бігун на довгі дистанції Бернард Лагат, для якого ця Олімпіада стала вже п'ятою, а також шістнадцятирічна бігунка з бар'єрами Сідней Маклафлін, яка стала наймолодшою представницею США за чотири десятиліття. Серед решти спортсменів шість олімпійських чемпіонів: спринтери Джастін Гетлін (2004), Лашон Меррітт (2008) і Еллісон Фелікс (2012), стрибунка в довжину Бріттні Різ, десятиборець і володар світового рекорду Ештон Ітон, а також потрійний стрибун Крістіан Тейлор. Метальники молота Кібве Джонсон, Конор Маккалоу і Руді Вінклер долучилися до команди 14 липня, коли IAAF продовжила строк заявки, щоб заповнити вільні місця.
Легенда
- Note – для трекових дисциплін місце вказане лише для забігу, в якому взяв участь спортсмен
- Q = пройшов у наступне коло напряму
- q = пройшов у наступне коло за добором (для трекових дисциплін - найшвидші часи серед тих, хто не пройшов напряму; для технічних дисциплін - увійшов до визначеної кількості фіналістів за місцем якщо напряму пройшло менше спортсменів, ніж визначена кількість)
- NR = Національний рекорд
- N/A = Коло відсутнє у цій дисципліні
- Bye = спортсменові не потрібно змагатися у цьому колі

Чоловіки
Трекові і шосейні дисципліни
| Спортсмен                                                                                  | Дисципліна                    | Попередній забіг | Попередній забіг | Чвертьфінал | Чвертьфінал | Півфінал        | Півфінал        | Фінал           | Фінал           |
| Спортсмен                                                                                  | Дисципліна                    | Результат        | Місце            | Результат   | Місце       | Результат       | Місце           | Результат       | Місце           |
| ------------------------------------------------------------------------------------------ | ----------------------------- | ---------------- | ---------------- | ----------- | ----------- | --------------- | --------------- | --------------- | --------------- |
| Марвін Брейсі                                                                              | 100 м                         | Bye              | Bye              | 10.16       | 3 q         | 10.08           | 6               | Завершив виступ | Завершив виступ |
| Трейвон Бромелл                                                                            | 100 м                         | Bye              | Bye              | 10.13       | 2 Q         | 10.01           | 3 q             | 10.06           | 8               |
| Джастін Гетлін                                                                             | 100 м                         | Bye              | Bye              | 10.01       | 1 Q         | 9.94            | 1 Q             | 9.89            | 2               |
| Джастін Гетлін                                                                             | 200 м                         | 20.42            | 1 Q              | Н/Д         | Н/Д         | 20.13           | 3               | Завершив виступ | Завершив виступ |
| Лашон Меррітт                                                                              | 200 м                         | 20.13            | 1 Q              | Н/Д         | Н/Д         | 19.94           | 1 Q             | 20.19           | 6               |
| Амір Вебб                                                                                  | 200 м                         | 20.31            | 3 q              | Н/Д         | Н/Д         | 20.43           | 6               | Завершив виступ | Завершив виступ |
| Лашон Меррітт                                                                              | 400 м                         | 45.28            | 1 Q              | Н/Д         | Н/Д         | 44.21           | 2 Q             | 43.85           | 3               |
| Гіл Робертс                                                                                | 400 м                         | 45.27            | 2 Q              | Н/Д         | Н/Д         | 44.65           | 4               | Завершив виступ | Завершив виступ |
| Девід Вербург                                                                              | 400 м                         | 45.48            | 4 q              | Н/Д         | Н/Д         | 45.61           | 5               | Завершив виступ | Завершив виступ |
| Борис Беріан                                                                               | 800 м                         | 1:45.87          | 3 Q              | Н/Д         | Н/Д         | 1:44.56         | 2 Q             | 1:46.15         | 8               |
| Чарльз Джок                                                                                | 800 м                         | 1:47.06          | 6                | Н/Д         | Н/Д         | Завершив виступ | Завершив виступ | Завершив виступ | Завершив виступ |
| Клейтон Мерфі                                                                              | 800 м                         | 1:46.18          | 4 q              | Н/Д         | Н/Д         | 1:44.30         | 2 Q             | 1:42.93         | 3               |
| Роббі Ендрюс                                                                               | 1500 м                        | 3:46.97          | 3 Q              | Н/Д         | Н/Д         | DSQ             | DSQ             | Завершив виступ | Завершив виступ |
| Бен Бленкеншип                                                                             | 1500 м                        | 3:38.92          | 9 q              | Н/Д         | Н/Д         | 3:39.99         | 4 Q             | 3:51.09         | 8               |
| Меттью Сентровіц                                                                           | 1500 м                        | 3:39.31          | 5 Q              | Н/Д         | Н/Д         | 3:39.61         | 3 Q             | 3:50.00         | 1               |
| Пол Кіпкемой Челімо                                                                        | 5000 м                        | 13:19.54         | 1 Q              | Н/Д         | Н/Д         | Н/Д             | Н/Д             | 13:03.90        | 2               |
| Бернард Лагат                                                                              | 5000 м                        | 13:26.02         | 5 Q              | Н/Д         | Н/Д         | Н/Д             | Н/Д             | 13:06.78        | 5               |
| Хассан Мід                                                                                 | 5000 м                        | 13:34.27         | 13               | Н/Д         | Н/Д         | Н/Д             | Н/Д             | 13:09.81        | 11              |
| Шадрек Кіпчірчір                                                                           | 10000 м                       | Н/Д              | Н/Д              | Н/Д         | Н/Д         | Н/Д             | Н/Д             | 27:58.32        | 19              |
| Леонард Корір                                                                              | 10000 м                       | Н/Д              | Н/Д              | Н/Д         | Н/Д         | Н/Д             | Н/Д             | 27:35.65        | 14              |
| Гален Рупп                                                                                 | 10000 м                       | Н/Д              | Н/Д              | Н/Д         | Н/Д         | Н/Д             | Н/Д             | 27:08.92        | 5               |
| Девон Аллен                                                                                | 110 м з бар'єрами             | 13.41            | 2 Q              | Н/Д         | Н/Д         | 13.36           | 3 q             | 13.31           | 5               |
| Ронні Еш                                                                                   | 110 м з бар'єрами             | 13.31            | 1 Q              | Н/Д         | Н/Д         | 13.36           | 2 Q             | 13.45           | 8               |
| Джефф Портер                                                                               | 110 м з бар'єрами             | 13.50            | 2 Q              | Н/Д         | Н/Д         | 13.45           | 3               | Завершив виступ | Завершив виступ |
| Керрон Клемент                                                                             | 400 м з бар'єрами             | 49.17            | 3 Q              | Н/Д         | Н/Д         | 48.26           | 1 Q             | 47.73           | 1               |
| Байрон Робінсон                                                                            | 400 м з бар'єрами             | 48.98            | 3 Q              | Н/Д         | Н/Д         | 48.65           | 3               | Завершив виступ | Завершив виступ |
| Майкл Тінслі                                                                               | 400 м з бар'єрами             | 50.18            | 6                | Н/Д         | Н/Д         | Завершив виступ | Завершив виступ | Завершив виступ | Завершив виступ |
| Гілларі Бор                                                                                | 3000 м з перешкодами          | 8:25.01          | 1 Q              | Н/Д         | Н/Д         | Н/Д             | Н/Д             | 8:22.74         | 9               |
| Донн Кабрал                                                                                | 3000 м з перешкодами          | 8:21.96          | 3 Q              | Н/Д         | Н/Д         | Н/Д             | Н/Д             | 8:25.81         | 10              |
| Еван Джагер                                                                                | 3000 м з перешкодами          | 8:25.86          | 1 Q              | Н/Д         | Н/Д         | Н/Д             | Н/Д             | 8:04.28         | 2               |
| Трейвон Бромелл Крістіан Коулман* Джастін Гетлін Тайсон Гей Джарріон Ловсон* Майкл Роджерс | естафета 4×100 метрів (жінки) | 37.65            | 1 Q              | Н/Д         | Н/Д         | Н/Д             | Н/Д             | DSQ             | DSQ             |
| Кайл Клемонс* Арман Холл Тоні Маккей Лашон Меррітт Гіл Робертс Девід Вербург*              | естафета 4×400 метрів (жінки) | 2:58.38          | 2 Q              | Н/Д         | Н/Д         | Н/Д             | Н/Д             | 2:57.30         | 1               |
| Мебрахтом Кефлезігі                                                                        | Марафон                       | Н/Д              | Н/Д              | Н/Д         | Н/Д         | Н/Д             | Н/Д             | 2:16:46         | 33              |
| Гален Рупп                                                                                 | Марафон                       | Н/Д              | Н/Д              | Н/Д         | Н/Д         | Н/Д             | Н/Д             | 2:10:05         | 3               |
| Джеред Ворд                                                                                | Марафон                       | Н/Д              | Н/Д              | Н/Д         | Н/Д         | Н/Д             | Н/Д             | 2:11:30         | 6               |
| Джон Нанн                                                                                  | ходьба на 50 км               | Н/Д              | Н/Д              | Н/Д         | Н/Д         | Н/Д             | Н/Д             | 4:16:12         | 43              |

Технічні дисципліни
| Спортсмен        | Дисципліна         | Кваліфікація       | Кваліфікація | Фінал              | Фінал           |
| Спортсмен        | Дисципліна         | Результат у метрах | Місце        | Результат у метрах | Місце           |
| ---------------- | ------------------ | ------------------ | ------------ | ------------------ | --------------- |
| Майк Хартфілд    | стрибки в довжину  | 7.66               | 25           | Завершив виступ    | Завершив виступ |
| Джефф Хендерсон  | стрибки в довжину  | 8.20               | 2 Q          | 8.38               | 1               |
| Джарріон Ловсон  | стрибки в довжину  | 7.99               | 7 q          | 8.25               | 4               |
| Кріс Бенард      | потрійний стрибок  | 16.55              | 16           | Завершив виступ    | Завершив виступ |
| Вілл Клей        | потрійний стрибок  | 17.05              | 3 Q          | 17.76              | 2               |
| Крістіан Тейлор  | потрійний стрибок  | 17.24              | 1 Q          | 17.86              | 1               |
| Бредлі Едкінс    | стрибки у висоту   | 2.26               | 21           | Завершив виступ    | Завершив виступ |
| Ерік Кайнард     | стрибки у висоту   | 2.29               | =5 q         | 2.36               | 6               |
| Рікі Робертсон   | стрибки у висоту   | 2.26               | 17           | Завершив виступ    | Завершив виступ |
| Логан Каннінгем  | стрибки з жердиною | 5.30               | =28          | Завершив виступ    | Завершив виступ |
| Сем Кендрікс     | стрибки з жердиною | 5.70               | 1 q          | 5.85               | 3               |
| Кейл Сіммонс     | стрибки з жердиною | 5.30               | =28          | Завершив виступ    | Завершив виступ |
| Раян Кроузер     | штовхання ядра     | 21.59              | 1 Q          | 22.52 OR           | 1               |
| Даррелл Гілл     | штовхання ядра     | 19.56              | 23           | Завершив виступ    | Завершив виступ |
| Джо Ковач        | штовхання ядра     | 20.73              | 5 Q          | 21.78              | 2               |
| Тавіс Бейлі      | метання диска      | 59.81              | 26           | Завершив виступ    | Завершив виступ |
| Ендрю Еванс      | метання диска      | 61.87              | 16           | Завершив виступ    | Завершив виступ |
| Мейсон Фінлі     | метання диска      | 63.68              | 6 q          | 62.05              | 11              |
| Сем Краузер      | метання списа)     | 73.78              | 34           | Завершив виступ    | Завершив виступ |
| Шон Фюре         | метання списа)     | 72.61              | 35           | Завершив виступ    | Завершив виступ |
| Сайрус Гостетлер | метання списа)     | 79.76              | 20           | Завершив виступ    | Завершив виступ |
| Кібве Джонсон    | метання молота     | NM                 | —            | Завершив виступ    | Завершив виступ |
| Конор Маккалоу   | метання молота     | 72.88              | 16           | Завершив виступ    | Завершив виступ |
| Руді Вінклер     | метання молота     | 71.89              | 18           | Завершив виступ    | Завершив виступ |

Комбіновані дисципліни – десятиборство
| Спортсмен     | Змагання  | 100 м | СД   | ШЯ    | СВ   | 400 м | 110Б  | МД    | СЖ   | МС    | 1500 м  | Фінал   | Місце |
| ------------- | --------- | ----- | ---- | ----- | ---- | ----- | ----- | ----- | ---- | ----- | ------- | ------- | ----- |
| Ештон Ітон    | Результат | 10.46 | 7.94 | 14.73 | 2.01 | 46.07 | 13.80 | 45.49 | 5.20 | 59.77 | 4:23.33 | 8893 OR | 1     |
| Ештон Ітон    | Очки      | 985   | 1045 | 773   | 813  | 1005  | 1000  | 777   | 972  | 734   | 789     | 8893 OR | 1     |
| Джеремі Тайво | Результат | 11.01 | 7.45 | 14.92 | 2.19 | 48.78 | 14.57 | 39.91 | 5.00 | 51.29 | 4:21.96 | 8300    | 11    |
| Джеремі Тайво | Очки      | 858   | 922  | 785   | 982  | 872   | 902   | 663   | 910  | 608   | 798     | 8300    | 11    |
| Зак Зімек     | Результат | 10.71 | 7.49 | 13.44 | 2.10 | 49.83 | 14.77 | 49.42 | 5.20 | 60.92 | 4:42.97 | 8392    | 7     |
| Зак Зімек     | Очки      | 926   | 932  | 694   | 896  | 822   | 878   | 858   | 972  | 752   | 662     | 8392    | 7     |

Жінки
Трекові і шосейні дисципліни
| Спортсменка                                                                                         | Дисципліна                    | Попередній забіг | Попередній забіг | Чвертьфінал | Чвертьфінал | Півфінал         | Півфінал         | Фінал            | Фінал            |
| Спортсменка                                                                                         | Дисципліна                    | Результат        | Місце            | Результат   | Місце       | Результат        | Місце            | Результат        | Місце            |
| --------------------------------------------------------------------------------------------------- | ----------------------------- | ---------------- | ---------------- | ----------- | ----------- | ---------------- | ---------------- | ---------------- | ---------------- |
| Тіанна Медісон                                                                                      | 100 м                         | Bye              | Bye              | 11.23       | 1 Q         | 11.00            | 4                | Завершила виступ | Завершила виступ |
| Торі Бові                                                                                           | 100 м                         | Bye              | Bye              | 11.13       | 1 Q         | 10.90            | =1 Q             | 10.83            | 2                |
| Інгліш Гарднер                                                                                      | 100 м                         | Bye              | Bye              | 11.09       | 1 Q         | 10.90            | 2 Q              | 10.94            | 6                |
| Торі Бові                                                                                           | 200 м                         | 22.47            | 1 Q              | Н/Д         | Н/Д         | 22.13            | 1 Q              | 22.15            | 3                |
| Дженна Прандіні                                                                                     | 200 м                         | 22.62            | 1 Q              | Н/Д         | Н/Д         | 22.55            | 4                | Завершила виступ | Завершила виступ |
| Дейжах Стівенс                                                                                      | 200 м                         | 22.45            | 1 Q              | Н/Д         | Н/Д         | 22.38            | 3 q              | 22.65            | 7                |
| Еллісон Фелікс                                                                                      | 400 м                         | 51.24            | 1 Q              | Н/Д         | Н/Д         | 49.67            | 1 Q              | 49.51            | 2                |
| Філліс Френсіс                                                                                      | 400 м                         | 50.58            | 1 Q              | Н/Д         | Н/Д         | 50.31            | 1 Q              | 50.41            | 5                |
| Наташа Гастінгс                                                                                     | 400 м                         | 51.31            | 1 Q              | Н/Д         | Н/Д         | 49.90            | 2 Q              | 50.34            | 4                |
| Кейт Грейс                                                                                          | 800 м                         | 1:59.96          | 3 q              | Н/Д         | Н/Д         | 1:58.79          | 3 q              | 1:59.57          | 8                |
| Крішуна Вільямс                                                                                     | 800 м                         | 2:01.19          | 6                | Н/Д         | Н/Д         | Завершила виступ | Завершила виступ | Завершила виступ | Завершила виступ |
| Аджей Вілсон                                                                                        | 800 м                         | 1:59.44          | 2 Q              | Н/Д         | Н/Д         | 1:59.75          | 3                | Завершила виступ | Завершила виступ |
| Бренда Мартінес                                                                                     | 1500 м                        | 4:11.74          | 3 Q              | Н/Д         | Н/Д         | 4:10.41          | 12               | Завершила виступ | Завершила виступ |
| Шеннон Ровбері                                                                                      | 1500 м                        | 4:06.47          | 2 Q              | Н/Д         | Н/Д         | 4:04.46          | 3 Q              | 4:11.05          | 4                |
| Дженніфер Сімпсон                                                                                   | 1500 м                        | 4:06.99          | 4 Q              | Н/Д         | Н/Д         | 4:05.07          | 4 Q              | 4:10.53          | 3                |
| Кім Конлі                                                                                           | 5000 м                        | 15:36.00         | 12               | Н/Д         | Н/Д         | Н/Д              | Н/Д              | Завершила виступ | Завершила виступ |
| Еббі Д'Агостіно                                                                                     | 5000 м                        | 17:10.02         | 16 q             | Н/Д         | Н/Д         | Н/Д              | Н/Д              | DNS              | DNS              |
| Шелбі Гуліган                                                                                       | 5000 м                        | 15:19.76         | 4 Q              | Н/Д         | Н/Д         | Н/Д              | Н/Д              | 15:08.89         | 11               |
| Маріель Холл                                                                                        | 10000 м                       | Н/Д              | Н/Д              | Н/Д         | Н/Д         | Н/Д              | Н/Д              | 32:39.32         | 33               |
| Моллі Хаддл                                                                                         | 10000 м                       | Н/Д              | Н/Д              | Н/Д         | Н/Д         | Н/Д              | Н/Д              | 30:13.17 NA      | 6                |
| Емілі Інфелд                                                                                        | 10000 м                       | Н/Д              | Н/Д              | Н/Д         | Н/Д         | Н/Д              | Н/Д              | 31:26.94         | 11               |
| Ніа Алі                                                                                             | 100 м з бар'єрами             | 12.76            | 1 Q              | Н/Д         | Н/Д         | 12.65            | 1 Q              | 12.59            | 2                |
| Крісті Кестлін                                                                                      | 100 м з бар'єрами             | 12.68            | 1 Q              | Н/Д         | Н/Д         | 12.63            | 1 Q              | 12.61            | 3                |
| Бріанна Роллінс                                                                                     | 100 м з бар'єрами             | 12.54            | 1 Q              | Н/Д         | Н/Д         | 12.47            | 1 Q              | 12.48            | 1                |
| Сідней Маклафлін                                                                                    | 400 м з бар'єрами             | 56.32            | 5 q              | Н/Д         | Н/Д         | 56.22            | 5                | Завершила виступ | Завершила виступ |
| Далайла Мухаммад                                                                                    | 400 м з бар'єрами             | 55.33            | 1 Q              | Н/Д         | Н/Д         | 53.89            | 1 Q              | 53.13            | 1                |
| Ешлі Спенсер                                                                                        | 400 м з бар'єрами             | 55.12            | 1 Q              | Н/Д         | Н/Д         | 54.87            | 1 Q              | 53.72            | 3                |
| Емма Кобурн                                                                                         | 3000 м з перешкодами          | 9:18.12          | 2 Q              | Н/Д         | Н/Д         | Н/Д              | Н/Д              | 9:07.63 NA       | 3                |
| Кортні Фрерікс                                                                                      | 3000 м з перешкодами          | 9:27.02          | 3 Q              | Н/Д         | Н/Д         | Н/Д              | Н/Д              | 9:22.87          | 11               |
| Коллін Квіглі                                                                                       | 3000 м з перешкодами          | 9:21.82          | 4 q              | Н/Д         | Н/Д         | Н/Д              | Н/Д              | 9:21.10          | 8                |
| Моролаке Акіносун* Тіанна Медісон Торі Бові Еллісон Фелікс Інгліш Гарднер                           | естафета 4×100 метрів (жінки) | 41.77            | 1 q#             | Н/Д         | Н/Д         | Н/Д              | Н/Д              | 40.01            | 1                |
| Тейлор Елліс-Вотсон* Еллісон Фелікс Філліс Френсіс Наташа Гастінгс Франсена Маккорорі* Кортні Около | естафета 4×400 метрів (жінки) | 3:21.42          | 1 Q              | Н/Д         | Н/Д         | Н/Д              | Н/Д              | 3:19.06          | 1                |
| Емі Крегг                                                                                           | Марафон                       | Н/Д              | Н/Д              | Н/Д         | Н/Д         | Н/Д              | Н/Д              | 2:28:25          | 9                |
| Шелейн Фленеген                                                                                     | Марафон                       | Н/Д              | Н/Д              | Н/Д         | Н/Д         | Н/Д              | Н/Д              | 2:25:26          | 6                |
| Дезіре Лінден                                                                                       | Марафон                       | Н/Д              | Н/Д              | Н/Д         | Н/Д         | Н/Д              | Н/Д              | 2:26:08          | 7                |
| Міранда Мелвілл                                                                                     | ходьба на 20 км               | Н/Д              | Н/Д              | Н/Д         | Н/Д         | Н/Д              | Н/Д              | 1:35:48          | 34               |
| Марія Мічта-Коффі                                                                                   | ходьба на 20 км               | Н/Д              | Н/Д              | Н/Д         | Н/Д         | Н/Д              | Н/Д              | 1:33:36          | 22               |

# – Спочатку під час вранішньої сесії американська команда посіла восьме місце у своєму забігу, після того. як одна із спортсменок втратила паличку. Американська команда подала протест і судді визначили, що бразильська бігунка завадила американці, яка бігла з паличкою, тож американська команда отримала ще один шанс окремо пробігти естафету під час вечірньої сесії й кваліфікуватись за часом.
Технічні дисципліни
| Спортсмен       | Дисципліна         | Кваліфікація       | Кваліфікація | Фінал              | Фінал            |
| Спортсмен       | Дисципліна         | Результат у метрах | Місце        | Результат у метрах | Місце            |
| --------------- | ------------------ | ------------------ | ------------ | ------------------ | ---------------- |
| Тіанна Медісон  | стрибки в довжину  | 6.70               | 5 q          | 7.17               | 1                |
| Дженей Делоуч   | стрибки в довжину  | 6.50               | 13           | Завершила виступ   | Завершила виступ |
| Бріттні Різ     | стрибки в довжину  | 6.78               | 3 Q          | 7.15               | 2                |
| Крістіна Еппс   | потрійний стрибок  | 14.01              | 15           | Завершила виступ   | Завершила виступ |
| Андреа Гюбелл   | потрійний стрибок  | 13.93              | 21           | Завершила виступ   | Завершила виступ |
| Кетура Орджі    | потрійний стрибок  | 14.08              | 12 q         | 14.71 NR           | 4                |
| Вашті Каннінгем | стрибки у висоту   | 1.94               | 14 Q         | 1.88               | 13               |
| Шанте Лоу       | стрибки у висоту   | 1.94               | =1 Q         | 1.97               | 4                |
| Ініка Макферсон | стрибки у висоту   | 1.94               | =1 Q         | 1.93               | 10               |
| Сенді Морріс    | стрибки з жердиною | 4.55               | =8 q         | 4.85               | 2                |
| Дженн Сур       | стрибки з жердиною | 4.60               | =2 Q         | 4.60               | =7               |
| Алексіс Вікс    | стрибки з жердиною | 4.45               | =19          | Завершила виступ   | Завершила виступ |
| Мішель Картер   | штовхання ядра     | 19.01              | 3 Q          | 20.63              | 1                |
| Феліша Джонсон  | штовхання ядра     | 17.69              | 14           | Завершила виступ   | Завершила виступ |
| Рейвен Сондерс  | штовхання ядра     | 18.83              | 4 Q          | 19.35              | 5                |
| Вітні Ешлі      | метання диска      | NM                 | —            | Завершила виступ   | Завершила виступ |
| Келсі Кард      | метання диска      | 56.41              | 25           | Завершила виступ   | Завершила виступ |
| Шелбі Воган     | метання диска      | 53.33              | 29           | Завершила виступ   | Завершила виступ |
| Бріттані Борман | метання списа)     | 56.04              | 27           | Завершила виступ   | Завершила виступ |
| Меггі Мелоун    | метання списа)     | 56.47              | 25           | Завершила виступ   | Завершила виступ |
| Кара Вінгер     | метання списа)     | 61.02              | 13           | Завершила виступ   | Завершила виступ |
| Гвен Беррі      | метання молота     | 69.90              | 14           | Завершила виступ   | Завершила виступ |
| Ембер Кемпбелл  | метання молота     | 71.09              | 8 q          | 72.74              | 6                |
| Діанна Прайс    | метання молота     | 70.79              | 9 q          | 70.95              | 8                |

Комбіновані дисципліни – семиборство
| Спортсмен        | Змагання  | 100Б  | СВ   | ШЯ    | 200 м | LJ   | МС    | 800 м   | Фінал | Місце |
| ---------------- | --------- | ----- | ---- | ----- | ----- | ---- | ----- | ------- | ----- | ----- |
| Гетер Міллер-Кох | Результат | 13.56 | 1.80 | 12.91 | 24.97 | 6.16 | 40.25 | 2:06.82 | 6213  | 18    |
| Гетер Міллер-Кох | Очки      | 1041  | 978  | 721   | 890   | 899  | 672   | 1012    | 6213  | 18    |
| Барбара Нваба    | Результат | 13.81 | 1.83 | 14.81 | 24.77 | 5.81 | 46.85 | 2:11.61 | 6309  | 12    |
| Барбара Нваба    | Очки      | 1005  | 1016 | 848   | 908   | 792  | 799   | 941     | 6309  | 12    |
| Кендел Вільямс   | Результат | 13.04 | 1.83 | 11.21 | 24.09 | 6.31 | 40.93 | 2:16.24 | 6211  | 17    |
| Кендел Вільямс   | Очки      | 1118  | 1016 | 609   | 972   | 946  | 685   | 875     | 6211  | 17    |

## Бадмінтон
Загалом семеро бадмінтоністів США кваліфікувалися на Олімпійські ігри в таких дисциплінах. Говард Шу і Айріс Ван в чоловічому і жіночому одиночних розрядах потрапили завдяки перебуванню серед 34 провідних спортсменів. Натомість в чоловіча, жіноча і змішана пари завоювали місце завдяки найвищим рейтингам серед спортсменів Американської зони в Світовому рейтинг-листі BWF станом на 5 травня 2016.
| Спортсмен                     | Дисципліна                  | Груповий етап                                    | Груповий етап                                              | Груповий етап                                 | Груповий етап | Вибування          | Чвертьфінал        | Півфінал           | Фінал / БМ         | Фінал / БМ       |
| Спортсмен                     | Дисципліна                  | Суперник Результат                               | Суперник Результат                                         | Суперник Результат                            | Місце         | Суперник Результат | Суперник Результат | Суперник Результат | Суперник Результат | Місце            |
| ----------------------------- | --------------------------- | ------------------------------------------------ | ---------------------------------------------------------- | --------------------------------------------- | ------------- | ------------------ | ------------------ | ------------------ | ------------------ | ---------------- |
| Говард Шу                     | одиночний розряд (чоловіки) | Томмі Сугіарто (INA) L 14–21, 10–21              | Ослені Герреро (CUB) L 16–21, 15–21                        | Н/Д                                           | 3             | Завершив виступ    | Завершив виступ    | Завершив виступ    | Завершив виступ    | Завершив виступ  |
| Філліп Чу Саттават Понгнаїрат | парний розряд (чоловіки)    | Фу Хайфен / Чжан Нань (CHN) L 6–21, 7–21         | Гох Вей Шем / Тань Уї Кенг (MAS) L 12–21, 10–21            | Fuchs / Йоханнес Шеттлер (GER) L 14–21, 14–21 | 4             | Н/Д                | Завершили виступ   | Завершили виступ   | Завершили виступ   | Завершили виступ |
| Айріс Ван                     | одиночний розряд (жінки)    | Ліанне Тань (BEL) W 21–17, 20–22, 21–14          | Тельма Сантуш (POR) W 18–21, 21–10, 21–12                  | Лі Сюежуй (CHN) L 16–21, 12–21                | 2             | Завершила виступ   | Завершила виступ   | Завершила виступ   | Завершила виступ   | Завершила виступ |
| Ева Лі Пола Лінн Обанана      | парний розряд (жінки)       | Чон Гьон Ин / Шин Сьон Чхан (KOR) L 14–21, 12–21 | Камілла Рюттер Юль / Хрістінна Педерсен (DEN) L 9–21, 6–21 | Луо Їнь / Луо Ю (CHN) L 14–21, 15–21          | 4             | Н/Д                | Завершили виступ   | Завершили виступ   | Завершили виступ   | Завершили виступ |
| Філліп Чу Джеймі Субанді      | змішаний розряд             | Ко Сун Хюн / Кім Ха На (KOR) L 10–21, 12–21      | Кента Кадзуно / Аяне Куріхара (JPN) L 6–21, 12–21          | Якко Арендс / Селена Пік (NED) L 15–21, 19–21 | 4             | Н/Д                | Завершили виступ   | Завершили виступ   | Завершили виступ   | Завершили виступ |

## Баскетбол

### Чоловічий турнір
Чоловіча Збірна США з баскетболу кваліфікувалась на Олімпійські ігри, вигравши Чемпіонат світу 2014.
Склад команди
Груповий етап
| Команда   | І | В | П | З   | П   | РМ   | О  |
| --------- | - | - | - | --- | --- | ---- | -- |
| США       | 5 | 5 | 0 | 524 | 407 | +117 | 10 |
| Австралія | 5 | 4 | 1 | 444 | 368 | +76  | 9  |
| Франція   | 5 | 3 | 2 | 423 | 378 | +45  | 8  |
| Сербія    | 5 | 2 | 3 | 426 | 387 | +39  | 7  |
| Венесуела | 5 | 1 | 4 | 315 | 444 | -129 | 6  |
| КНР       | 5 | 0 | 5 | 318 | 466 | −148 | 5  |

| 6 серпня 2016 19:00 | Протокол | КНР                                                         | 62–119 | США                                          |  | Арена Каріока 1, Ріо-де-Жанейро Глядачів: 10622 |
| 6 серпня 2016 19:00 | Протокол | Рахунок за чвертями: 10–30, 20–29, 17–32, 15–28             |        |                                              |  | Арена Каріока 1, Ріо-де-Жанейро Глядачів: 10622 |
| 6 серпня 2016 19:00 | Протокол | Очки: Ї Цзяньлянь 25 Підб.: Чжао Цзівей 6 РП: Чжао Цзівей 5 |        | Очки: Дюрант 25 Підб.: Батлер 6 РП: Дюрант 6 |  | Арена Каріока 1, Ріо-де-Жанейро Глядачів: 10622 |

| 8 серпня 2016 19:00 | Протокол | США                                            | 113–69 | Венесуела                                   |  | Арена Каріока 1, Ріо-де-Жанейро Глядачів: 10572 |
| 8 серпня 2016 19:00 | Протокол | Рахунок за чвертями: 18-18, 30-8, 27-25, 38-18 |        |                                             |  | Арена Каріока 1, Ріо-де-Жанейро Глядачів: 10572 |
| 8 серпня 2016 19:00 | Протокол | Очки: Джордж 20 Підб.: Джордан 9 РП: Лоурі 9   |        | Очки: Кокс 19 Підб.: Еченіке 7 РП: Варгас 5 |  | Арена Каріока 1, Ріо-де-Жанейро Глядачів: 10572 |

| 10 серпня 2016 19:00 | Протокол | Австралія                                              | 88–98 | США                                                  |  | Арена Каріока 1, Ріо-де-Жанейро Глядачів: 10957 |
| 10 серпня 2016 19:00 | Протокол | Рахунок за чвертями: 29–29, 25–20, 13–21, 21–28        |       |                                                      |  | Арена Каріока 1, Ріо-де-Жанейро Глядачів: 10957 |
| 10 серпня 2016 19:00 | Протокол | Очки: Міллс 30 Підб.: Деллаведова 6 РП: Деллаведова 11 |       | Очки: Ентоні 31 Підб.: Ентоні, Казінс 8 РП: Ірвінг 5 |  | Арена Каріока 1, Ріо-де-Жанейро Глядачів: 10957 |

| 12 серпня 2016 19:00 | Протокол | США                                                  | 94–91 | Сербія                                       |  | Арена Каріока 1, Ріо-де-Жанейро Глядачів: 11413 |
| 12 серпня 2016 19:00 | Протокол | Рахунок за чвертями: 27–15, 23–26, 22–21, 22–29      |       |                                              |  | Арена Каріока 1, Ріо-де-Жанейро Глядачів: 11413 |
| 12 серпня 2016 19:00 | Протокол | Очки: Ірвінг 15 Підб.: Джордж 9 РП: Ірвінг, Казінс 5 |       | Очки: Йокич 25 Підб.: Йокич 6 РП: Теодосич 6 |  | Арена Каріока 1, Ріо-де-Жанейро Глядачів: 11413 |

| 14 серпня 2016 14:15 | Протокол | США                                             | 100–97 | Франція                                               |  | Арена Каріока 1, Ріо-де-Жанейро Глядачів: 11302 |
| 14 серпня 2016 14:15 | Протокол | Рахунок за чвертями: 30–24, 25–22, 26–23, 19–28 |        |                                                       |  | Арена Каріока 1, Ріо-де-Жанейро Глядачів: 11302 |
| 14 серпня 2016 14:15 | Протокол | Очки: Томпсон 30 Підб.: Дюрант 16 РП: Ірвінг 10 |        | Очки: Де Коло, Ертель 18 Підб.: Ертель 8 РП: Ертель 9 |  | Арена Каріока 1, Ріо-де-Жанейро Глядачів: 11302 |

Чвертьфінал
| 17 серпня 2016 18:45 | Протокол | США                                             | 105–78 | Аргентина                                     |  | Молодіжна арена Глядачів: 11 700 |
| 17 серпня 2016 18:45 | Протокол | Рахунок за чвертями: 25–21, 31–19, 31–21, 18–17 |        |                                               |  | Молодіжна арена Глядачів: 11 700 |
| 17 серпня 2016 18:45 | Протокол | Очки: Дюрант 27 Підб.: Джордж 8 РП: Дюрант 6    |        | Очки: Скола 15 Підб.: Скола 10 РП: Кампаццо 9 |  | Молодіжна арена Глядачів: 11 700 |

Півфінал
| 19 серпня 2016 15:30 | Протокол | Іспанія                                         | 76–82 | США                                                     |  | Молодіжна арена Глядачів: 10 455 |
| 19 серпня 2016 15:30 | Протокол | Рахунок за чвертями: 17–26, 22–19, 18–21, 19–16 |       |                                                         |  | Молодіжна арена Глядачів: 10 455 |
| 19 серпня 2016 15:30 | Протокол | Очки: Газоль 23 Підб.: Газоль 8 РП: Родрігес 5  |       | Очки: Томпсон 22 Підб.: Джордан 16 РП: Лоурі, Томпсон 3 |  | Молодіжна арена Глядачів: 10 455 |

Фінал
| 21 серпня 2016 15:45 | Протокол | Сербія                                            | 66–96 | США                                          |  | Молодіжна арена Глядачів: 10 658 |
| 21 серпня 2016 15:45 | Протокол | Рахунок за чвертями: 15–19, 14–33, 14–27, 23–17   |       |                                              |  | Молодіжна арена Глядачів: 10 658 |
| 21 серпня 2016 15:45 | Протокол | Очки: Недович 14 Підб.: Йокич 4 РП: 3 гравці по 3 |       | Очки: Дюрант 30 Підб.: Казінс 15 РП: Лоурі 5 |  | Молодіжна арена Глядачів: 10 658 |

### жіночий турнір
Жіноча збірна США з баскетболу здобула путівку на Олімпійські ігри, вигравши Чемпіонат світу 2014.
Склад команди
Груповий етап
| Команда | І | В | П | З   | П   | РМ   | О  |
| ------- | - | - | - | --- | --- | ---- | -- |
| США     | 5 | 5 | 0 | 520 | 316 | +204 | 10 |
| Іспанія | 5 | 4 | 1 | 387 | 333 | +54  | 9  |
| Канада  | 5 | 3 | 2 | 340 | 347 | -7   | 8  |
| Сербія  | 5 | 2 | 3 | 385 | 406 | −21  | 7  |
| КНР     | 5 | 1 | 4 | 371 | 428 | −57  | 6  |
| Сенегал | 5 | 0 | 5 | 309 | 482 | −173 | 5  |

| 7 серпня 2016 12:00 | Протокол | США                                                    | 121–56 | Сенегал                                                |  | Молодіжна арена Глядачів: 2219 |
| 7 серпня 2016 12:00 | Протокол | Рахунок за чвертями: 35-9, 29-12, 30-17, 27-18         |        |                                                        |  | Молодіжна арена Глядачів: 2219 |
| 7 серпня 2016 12:00 | Протокол | Очки: 4 гравці по 15 Підб.: Фоулз, Грінер 7 РП: Берд 8 |        | Очки: Дієнг 10 Підб.: Діарра, Айя Траоре 5 РП: Дієнг 4 |  | Молодіжна арена Глядачів: 2219 |

| 8 серпня 2016 12:00 | Протокол | Іспанія                                         | 63–103 | США                                              |  | Молодіжна арена Глядачів: 2073 |
| 8 серпня 2016 12:00 | Протокол | Рахунок за чвертями: 14-29, 23-25, 14-20, 12-29 |        |                                                  |  | Молодіжна арена Глядачів: 2073 |
| 8 серпня 2016 12:00 | Протокол | Очки: Торренс 20 Підб.: Ндур 8 РП: Домінгес 3   |        | Очки: Торасі 13 Підб.: Чарлз 6 РП: Берд, Чарлз 5 |  | Молодіжна арена Глядачів: 2073 |

| 10 серпня 2016 15:30 | Протокол | США                                             | 110–84 | Сербія                                                                |  | Молодіжна арена Глядачів: 2490 |
| 10 серпня 2016 15:30 | Протокол | Рахунок за чвертями: 31–21, 25–13, 28–27, 26–23 |        |                                                                       |  | Молодіжна арена Глядачів: 2490 |
| 10 серпня 2016 15:30 | Протокол | Очки: Торасі 25 Підб.: Чарлз 8 РП: Торасі 6     |        | Очки: 3 гравці по 15 Підб.: А. Дабович 5 РП: А. Дабович, М. Дабович 4 |  | Молодіжна арена Глядачів: 2490 |

| 12 серпня 2016 15:30 | Протокол | Канада                                                    | 51–81 | США                                          |  | Молодіжна арена Глядачів: 3138 |
| 12 серпня 2016 15:30 | Протокол | Рахунок за чвертями: 16–18, 6–18, 14–24, 15–21            |       |                                              |  | Молодіжна арена Глядачів: 3138 |
| 12 серпня 2016 15:30 | Протокол | Очки: Аям 8 Підб.: Рейнкок-Екунве 8 РП: Ланглуа, Тетхем 3 |       | Очки: Мур, Торасі 12 Підб.: Мур 8 РП: Берд 9 |  | Молодіжна арена Глядачів: 3138 |

| 14 серпня 2016 12:15 | Протокол | КНР                                            | 62–105 | США                                               |  | Молодіжна арена Глядачів: 2957 |
| 14 серпня 2016 12:15 | Протокол | Рахунок за чвертями: 9–32, 17–28, 14–18, 22–27 |        |                                                   |  | Молодіжна арена Глядачів: 2957 |
| 14 серпня 2016 12:15 | Протокол | Очки: Сань Мен 16 Підб.: Чжень 6 РП: Чжень 6   |        | Очки: Чарлз, Грінер 18 Підб.: Грінер 13 РП: Мур 8 |  | Молодіжна арена Глядачів: 2957 |

Чвертьфінал
| 16 серпня 2016 18:45 | Протокол | США                                              | 110–64 | Японія                                              |  | Молодіжна арена Глядачів: 7471 |
| 16 серпня 2016 18:45 | Протокол | Рахунок за чвертями: 30–23, 26–23, 25–13, 29–5   |        |                                                     |  | Молодіжна арена Глядачів: 7471 |
| 16 серпня 2016 18:45 | Протокол | Очки: Мур, Торасі 19 Підб.: Грінер 7 РП: Чарлз 5 |        | Очки: Токашикі 14 Підб.: 4 гравці по 3 РП: Йосіда 8 |  | Молодіжна арена Глядачів: 7471 |

Півфінал
| 18 серпня 2016 19:00 | Протокол | Франція                                        | 67–86 | США                                         |  | Молодіжна арена Глядачів: 8 431 |
| 18 серпня 2016 19:00 | Протокол | Рахунок за чвертями: 15–19, 21–21, 8–25, 23–21 |       |                                             |  | Молодіжна арена Глядачів: 8 431 |
| 18 серпня 2016 19:00 | Протокол | Очки: Якубу 14 Підб.: Груда 6 РП: Мішель 3     |       | Очки: Торасі 18 Підб.: Фоулз 9 РП: Торасі 4 |  | Молодіжна арена Глядачів: 8 431 |

Фінал
| 20 серпня 2016 15:30 | Протокол | США                                                         | 101–72 | Іспанія                                                     |  | Молодіжна арена Глядачів: 9586 |
| 20 серпня 2016 15:30 | Протокол | Рахунок за чвертями: 21–17, 28–15, 32–17, 20–23             |        |                                                             |  | Молодіжна арена Глядачів: 9586 |
| 20 серпня 2016 15:30 | Протокол | Очки: Вейлен, Торасі 17 Підб.: Чарлз, Грінер 7 РП: Вейлен 6 |        | Очки: Торренс 18 Підб.: Торренс, Ндур 5 РП: Торренс, Крус 4 |  | Молодіжна арена Глядачів: 9586 |

## Бокс
Вісім боксерів США вибороли право виступати на Олімпіаді у своїх вагових категоріях. Карлос Бальдерас став єдиним боксером США, який посів одне з перших двох місць у своїй ваговій категорії у World Series of Boxing. Ще четверо боксерів (Ернандес, Стівенсон, Конвелл і Маєр) завоювали свої олімпійські путівки на Американському кваліфікаційному турнірі 2016, який проходив у Буенос-Айресі (Аргентина).
Чемпіонка Лондона Кларесса Шилдс стала єдиною американською боксеркою, яка кваліфікувалася завдяки перемозі у чвертьфіналі Чемпіонату світу 2016 в Астані (Казахстан). Антоніо Варгас і Гері Антуан Расселл єдині серед американців вибороли додаткові місця в боксерську команду на Світовому кваліфікаційному турніру AIBA 2016, що пройшов у Баку (Азербайджан).
Боксери також повинні взяти участь у Olympic Trials у Ріно (Невада), щоб підтвердити своє потрапляння в американську олімпійську команду.
Чоловіки
| Спортсмен           | Категорія | Раунд 1/32                    | Раунд 1/16                      | Чвертьфінали                       | Півфінали                     | Фінал                       | Фінал           |
| Спортсмен           | Категорія | Суперник Результат            | Суперник Результат              | Суперник Результат                 | Суперник Результат            | Суперник Результат          | Місце           |
| ------------------- | --------- | ----------------------------- | ------------------------------- | ---------------------------------- | ----------------------------- | --------------------------- | --------------- |
| Ніко Ернандес       | до 49 кг  | Мануель Каппаї (ITA) W 3–0    | Василь Єгоров (RUS) W 3–0       | Карлос Кіпо (ECU) W 3–0            | Хасанбой Дусматов (UZB) L 0–3 | Завершив виступ             | 3               |
| Антоніо Варгас      | до 52 кг  | Джуліан Енрікес (BRA) W 2–0   | Шахобідін Зоїров (UZB) L 0–3    | Завершив виступ                    | Завершив виступ               | Завершив виступ             | Завершив виступ |
| Шакур Стівенсон     | до 56 кг  | Bye                           | Робенілсон де Хесус (BRA) W 3–0 | Ерденебатин Цендбаатар (MGL) W 3–0 | Володимир Нікітін (RUS) W WO  | Робейсі Рамірес (CUB) L 1–2 | 2               |
| Карлос Бальдерас    | до 60 кг  | Берік Абдрахманов (KAZ) W 3–0 | Дайсуке Нарімацу (JPN) W 3–0    | Лазаро Альварес (CUB) L 0–3        | Завершив виступ               | Завершив виступ             | Завершив виступ |
| Гері Антуан Расселл | до 64 кг  | Річардсон Хітчінс (HAI) W 3–0 | Вуттічай Масук (THA) W 2–1      | Фазліддін Гаїбназаров (UZB) L 1–2  | Завершив виступ               | Завершив виступ             | Завершив виступ |
| Чарльз Конвелл      | до 75 кг  | Вікас Крішан Ядав (IND) L 0–3 | Завершив виступ                 | Завершив виступ                    | Завершив виступ               | Завершив виступ             | Завершив виступ |

Жінки
| Спортсменка    | Категорія | Раунд 1/16                 | Чвертьфінали                   | Півфінали                   | Фінал                      | Фінал            |
| Спортсменка    | Категорія | Суперниця Результат        | Суперниця Результат            | Суперниця Результат         | Суперниця Результат        | Місце            |
| -------------- | --------- | -------------------------- | ------------------------------ | --------------------------- | -------------------------- | ---------------- |
| Мікаела Маєр   | до 60 кг  | Дженніфер Ченг (FSM) W 3–0 | Анастасія Бєлякова (RUS) L 0–2 | Завершила виступ            | Завершила виступ           | Завершила виступ |
| Кларесса Шилдс | до 75 кг  | Bye                        | Ярослава Якушина (RUS) W 3–0   | Даріга Шакімова (KAZ) W 3–0 | Ноукха Фонтейн (NED) W 3–0 | 1                |

## Веслування на байдарках і каное

### Слалом
Каноїсти і байдарочники США завоювали свої путівки на Олімпійські ігри, шляхом відбору на Панамериканських іграх 2015 і Чемпіонаті світу 2015. Крім світового рівня, вони повинні були підтвердити свої місця в збірній США на національному Олімпійському випробувальному турнірі.
| Спортсмен                  | Дисципліна   | Попередні запливи | Попередні запливи | Попередні запливи | Попередні запливи | Попередні запливи | Попередні запливи | Півфінал | Півфінал | Фінал            | Фінал            |
| Спортсмен                  | Дисципліна   | Заплив 1          | Місце             | Заплив 2          | Місце             | Кращий            | Місце             | Час      | Місце    | Час              | Місце            |
| -------------------------- | ------------ | ----------------- | ----------------- | ----------------- | ----------------- | ----------------- | ----------------- | -------- | -------- | ---------------- | ---------------- |
| Кейсі Айкфелд              | Чоловіки К-1 | 100.02            | 8                 | 101.23            | 10                | 100.02            | 12 Q              | 101.23   | 10 Q     | 99.69            | 7                |
| Кейсі Айкфелд Девін Макюен | Чоловіки К-2 | 112.33            | 8                 | 117.19            | 9                 | 112.33            | 10 Q              | 116.26   | 10 Q     | 117.85           | 10               |
| Міхал Смолен               | Чоловіки Б-1 | 92.96             | 11                | 90.13             | 6                 | 90.13             | 10 Q              | 97.87    | 12       | Завершив виступ  | Завершив виступ  |
| Ешлі Ні                    | Жінки Б-1    | 113.15            | 14                | 105.60            | 6                 | 105.60            | 9 Q               | 116.59   | 14       | Завершила виступ | Завершила виступ |

### Спринт
У цьому виді спорту збірна США була представлена одним човном у категоріях байдарочниць-одиночок на дистанціях 200 і 500 метрів. Це місце спортсменка завоювала на Панамериканському кваліфікаційному турнірі зі спринту на байдарках і каное 2016, який пройшов у Ґейнсвілі. Путівка відійшла до човна, який посів найвище місце серед тих, що ще не кваліфікувались.
| Спортсмен   | Дисципліна         | Попередні запливи | Попередні запливи | Півфінали        | Півфінали        | Фінал            | Фінал            |
| Спортсмен   | Дисципліна         | Час               | Місце             | Час              | Місце            | Час              | Місце            |
| ----------- | ------------------ | ----------------- | ----------------- | ---------------- | ---------------- | ---------------- | ---------------- |
| Меггі Гоган | Б-1, 200 м (жінки) | 44.668            | 7                 | Завершила виступ | Завершила виступ | Завершила виступ | Завершила виступ |
| Меггі Гоган | Б-1, 500 м (жінки) | 1:58.970          | 6                 | Завершила виступ | Завершила виступ | Завершила виступ | Завершила виступ |

Пояснення до кваліфікації: FA = Кваліфікувались до фіналу A (за медалі); FB = Кваліфікувались до фіналу B (не за медалі)

## Велоспорт

### Шосе
Американські велосипедисти кваліфікувалися у наведених нижче дисциплінах, здобувши одне з перших п'яти командних місць на Американському Турі UCI 2015 (для чоловіків) і місцю серед перших 22 спортсменок у світовому рейтингові UCI  2016 (для жінок). Оскільки жоден з чоловіків не кваліфікувався автоматично, завдяки фінішеві на подіумі на одному з етапів Світового туру UCI, або завдяки одному з перших 15-ти місць у Світовому рейтингу UCI, то USA Cycling заповнила квоти на засіданні комітету з вибору, яку відбулось 23 червня 2016 року. Комітет з вибору також номінував усіх чотирьох жінок, після того як закінчилися всі можливості для автоматичної кваліфікації.
Чоловіки
| Спортсмен       | Дисципліна      | Час          | Місце        |
| --------------- | --------------- | ------------ | ------------ |
| Брент Букволтер | Групова гонка   | 6:13:36      | 16           |
| Брент Букволтер | Роздільна гонка | 1:17:57.61   | 23           |
| Тейлор Фінні    | Групова гонка   | Не фінішував | Не фінішував |
| Тейлор Фінні    | Роздільна гонка | 1:17:25.31   | 22           |

Жінки
| Спортсменка       | Дисципліна      | Час           | Місце         |
| ----------------- | --------------- | ------------- | ------------- |
| Мара Ебботт       | Групова гонка   | 3:51:31       | 4             |
| Крістін Армстронг | Групова гонка   | Не фінішувала | Не фінішувала |
| Крістін Армстронг | Роздільна гонка | 44:26.42      | 1             |
| Меган Гарньє      | Групова гонка   | 3:52:41       | 11            |
| Евелін Стівенс    | Групова гонка   | 3:52:43       | 12            |
| Евелін Стівенс    | Роздільна гонка | 46:00.08      | 10            |

### Трек
Після звершення Чемпіонату світу з трекових велоперегонів 2016, американські велосипедисти завоювали путівки в жіночій гонці переслідування, а також у чоловічому і жіночому омніумі. Хоча Сполучені штати не змогли завоювати місце ні в чоловічому, ні в жіночому командному спринті, але вони змогли кваліфікуватися безпосередньо в чоловічому кейріні, завдяки місцю в остаточному олімпійському індивідуальному рейтинг-листі UCI для цієї дисципліни.
Дворазова олімпійська срібна медалістка Сара Гаммер автоматично завоювала місце в американській команді з треку в жіночому омніумі завдяки чудовому фінішу, який приніс їй друге місце на Чемпіонаті світу 2016 у Лондоні. Повний склад олімпійської команди США з треку оголошено 18 березня 2016 року.
Переслідування
| Спортсмен                                             | Дисципліна                            | Кваліфікація | Кваліфікація | Півфінали                   | Півфінали | Фінал                          | Фінал |
| Спортсмен                                             | Дисципліна                            | Час          | Місце        | Opponent Результати         | Місце     | Opponent Результати            | Місце |
| ----------------------------------------------------- | ------------------------------------- | ------------ | ------------ | --------------------------- | --------- | ------------------------------ | ----- |
| Келлі Кетлін Хлоя Дагерт Сара Гаммер Дженіфер Валенте | командна гонка переслідування (жінки) | 4:14.286     | 2 Q          | Австралія (AUS) 4:12.282 WR | 1 Q       | Велика Британія (GBR) 4:12.454 | 2     |

Кейрін
| Спортсмен       | Дисципліна        | Перший раунд | Втішний заїзд | Другий раунд    | Фінал           |
| Спортсмен       | Дисципліна        | Місце        | Місце         | Місце           | Місце           |
| --------------- | ----------------- | ------------ | ------------- | --------------- | --------------- |
| Метью Бараноскі | Кейрін (чоловіки) | 5 R          | 3             | Завершив виступ | Завершив виступ |

Омніум
| Спортсмен   | Дисципліна        | Скретч | Скретч | Індивідуальна гонка переслідування | Індивідуальна гонка переслідування | Індивідуальна гонка переслідування | Гонка на вибування | Гонка на вибування | Хіт з місця на 1 км | Хіт з місця на 1 км | Хіт з місця на 1 км | Хіт з ходу на 250 м | Хіт з ходу на 250 м | Хіт з ходу на 250 м | Гонка за очками | Гонка за очками | Загалом очок | Місце |
| Спортсмен   | Дисципліна        | Місце  | Очки   | Час                                | Місце                              | Очки                               | Місце              | Очки               | Час                 | Місце               | Очки                | Час                 | Місце               | Очки                | Очки            | Місце           | Загалом очок | Місце |
| ----------- | ----------------- | ------ | ------ | ---------------------------------- | ---------------------------------- | ---------------------------------- | ------------------ | ------------------ | ------------------- | ------------------- | ------------------- | ------------------- | ------------------- | ------------------- | --------------- | --------------- | ------------ | ----- |
| Боббі Лі    | омніум (чоловіки) | 17     | 8      | 4:23.942                           | 8                                  | 26                                 | 11                 | 20                 | 1:05.339            | 14                  | 14                  | 13.416              | 12                  | 18                  | −40             | DNF             | 46           | 17    |
| Сара Гаммер | омніум (жінки)    | 4      | 34     | 3:26.988                           | 2                                  | 38                                 | 3                  | 36                 | 35.366              | 5                   | 32                  | 14.081              | 5                   | 32                  | 34              | 6               | 206          | 2     |

### Маунтінбайк
Американські майнтінбайкери здобули відповідно одне місце серед чоловіків і два місця серед жінок, завдяки п'ятнадцятому командному місцю серед чоловіків і п'ятому командному місцю серед жінок в олімпійському рейтинг-листі станом на 25 травня 2016 року. Кваліфікаційний період для маунтінбайкерів завершився 20 червня 2016 року, а оскільки жоден зі спортсменів не кваліфікувався завдяки фінішу на подіумі одного з етапів UCI Elite World Cup Cross-Country, або завдяки системі Світового рейтингу UCI, то USA Cycling офіційно оголосив спортсменів на засіданні комітету з вибору, яке відбулося 23 червня 2016 року.
| Спортсмен     | Змагання               | Час     | Місце  |
| ------------- | ---------------------- | ------- | ------ |
| Говард Ґроттс | маунтінбайк (чоловіки) | –1 lap  | –1 lap |
| Лі Девідсон   | маунтінбайк (жінки)    | 1:33:27 | 7      |
| Хлоя Вудрафф  | маунтінбайк (жінки)    | 1:36:17 | 14     |

### BMX
Американські велосипедисти здобули здобули на Олімпіаду три чоловічі й дві жіночі путівки. Двоє з них фінішували в першій трійці на Чемпіонаті світу з BMX 2016. 11 червня 2016 року USA Cycling провів Олімпійські випробування, щоб вирішити долю другої путівки серед чоловіків. 23 червня 2016 року засідання відбіркового комітету визначило долю останніх двох місць у команді.
| Спортсмен    | Дисципліна     | Кваліфікація | Кваліфікація | Чвертьфінал | Чвертьфінал | Півфінал | Півфінал | Фінал           | Фінал           |
| Спортсмен    | Дисципліна     | Результат    | Місце        | Очки        | Місце       | Очки     | Місце    | Результат       | Місце           |
| ------------ | -------------- | ------------ | ------------ | ----------- | ----------- | -------- | -------- | --------------- | --------------- |
| Коннор Філдс | BMX (чоловіки) | 34.768       | 4            | 8           | 2 Q         | 6        | 2 Q      | 34.642          | 1               |
| Ніколас Лонг | BMX (чоловіки) | 35.088       | 9            | 9           | 3 Q         | 12       | 4 Q      | 35.522          | 4               |
| Корбен Шарра | BMX (чоловіки) | 34.893       | 5            | 9           | 3 Q         | 12       | 5        | Завершив виступ | Завершив виступ |
| Брук Крейн   | BMX (жінки)    | 35.345       | 7            | Н/Д         | Н/Д         | 7        | 2 Q      | 35.520          | 4               |
| Еліс Пост    | BMX (жінки)    | 35.509       | 8            | Н/Д         | Н/Д         | 8        | 2 Q      | 34.435          | 2               |

## Стрибки у воду
Стрибуни у воду США вибороли 7 індивідуальних путівок і три місця для синхронних команд завдяки виступам на  Чемпіонаті світу з водних видів спорту 2015, а також у серії Кубка світу зі стрибків у воду 2016. Стрибуни мали посісти одне з перших двох місць в індивідуальних дисциплінах і набрати максимальну сумарну кількість балів у кожній із синхронних дисциплін на олімпійському випробування США 2016, яке пройшло в Індіанаполісі з 3 по 18 червня 2016 року, щоб гарантувати собі місце в олімпійській команді.
Чоловіки
| Спортсмен                | Дисципліна                   | Попередні змагання | Попередні змагання | Півфінал | Півфінал | Фінал           | Фінал           |
| Спортсмен                | Дисципліна                   | Очки               | Місце              | Очки     | Місце    | Очки            | Місце           |
| ------------------------ | ---------------------------- | ------------------ | ------------------ | -------- | -------- | --------------- | --------------- |
| Майкл Гіксон             | Трамплін, 3 метри            | 421.60             | 10 Q               | 467.25   | 4 Q      | 431.65          | 10              |
| Крістіан Іпсен           | Трамплін, 3 метри            | 461.35             | 3 Q                | 437.70   | 7 Q      | 475.80          | 5               |
| Девід Бодая              | Вишка, 10 метрів             | 496.55             | 4 Q                | 458.35   | 10 Q     | 525.25          | 3               |
| Стіл Джонсон             | Вишка, 10 метрів             | 403.75             | 18 Q               | 447.85   | 13       | Завершив виступ | Завершив виступ |
| Сем Дорман Майкл Гіксон  | Синхронний трамплін, 3 метри | Н/Д                | Н/Д                | Н/Д      | Н/Д      | 450.21          | 2               |
| Девід Бодая Стіл Джонсон | Синхронна вишка, 10 метрів   | Н/Д                | Н/Д                | Н/Д      | Н/Д      | 457.11          | 2               |

Жінки
| Спортсменка                 | Дисципліна                 | Попередні змагання | Попередні змагання | Півфінал | Півфінал | Фінал            | Фінал            |
| Спортсменка                 | Дисципліна                 | Очки               | Місце              | Очки     | Місце    | Очки             | Місце            |
| --------------------------- | -------------------------- | ------------------ | ------------------ | -------- | -------- | ---------------- | ---------------- |
| Кассіді Кук                 | Трамплін, 3 метри          | 327.75             | 8 Q                | 304.35   | 13       | Завершила виступ | Завершила виступ |
| Абігайл Джонстон            | Трамплін, 3 метри          | 333.60             | 6 Q                | 324.75   | =5 Q     | 302.85           | 12               |
| Джессіка Парратто           | Вишка, 10 метрів           | 346.80             | 3 Q                | 367.00   | 2 Q      | 344.60           | 10               |
| Катріна Янг                 | Вишка, 10 метрів           | 313.85             | 12 Q               | 301.45   | 13       | Завершила виступ | Завершила виступ |
| Емі Козад Джессіка Парратто | Синхронна вишка, 10 метрів | Н/Д                | Н/Д                | Н/Д      | Н/Д      | 301.02           | 7                |

## Кінний спорт
Кіннотники США кваліфікувались повними командами у виїздці, триборстві та конкурі завдяки виступам на Світових кінних іграх FEI 2014 та Панамериканських іграх 2015.

### Виїздка
| Спортсмен                                                 | Кінь      | Дисципліна    | Grand Prix | Grand Prix | Grand Prix Special | Grand Prix Special | Grand Prix Freestyle | Grand Prix Freestyle | Загалом          | Загалом          |
| Спортсмен                                                 | Кінь      | Дисципліна    | Результат  | Місце      | Результат          | Місце              | За техніку           | За артистизм         | Результат        | Місце            |
| --------------------------------------------------------- | --------- | ------------- | ---------- | ---------- | ------------------ | ------------------ | -------------------- | -------------------- | ---------------- | ---------------- |
| Еллісон Брок                                              | Rosevelt  | Індивідуальна | 72.686     | 25 Q       | 73.824             | 19 Q               | 74.464               | 77.857               | 76.160           | 15               |
| Лора Грейвс                                               | Verdades  | Індивідуальна | 78.071     | 5 Q        | 80.644             | 5 Q                | 81.964               | 85.196               | 88.429           | 4                |
| Кейсі Перрі-Гласс                                         | Dublet    | Індивідуальна | 75.229     | 17 Q       | 73.235             | 22                 | Завершила виступ     | Завершила виступ     | Завершила виступ | Завершила виступ |
| Стеффен Петерс                                            | Legolas   | Індивідуальна | 77.614     | 6 Q        | 74.622             | 14 Q               | 76.500               | 82.286               | 79.393           | 12               |
| Еллісон Брок Лора Грейвс Кейсі Перрі-Гласс Стеффен Петерс | See above | Командна      | 76.971     | 3 Q        | 76.363             | 3                  | Н/Д                  | Н/Д                  | 76.667           | 3                |

### Триборство
Філліп Даттон кваліфікувався на свою шосту Олімпіаду.
| Спортсмен                                               | Кінь              | Дисципліна               | Виїздка      | Виїздка | Крос         | Крос       | Крос       | Конкур           | Конкур           | Конкур           | Конкур           | Конкур           | Конкур           | Загалом          | Загалом          |
| Спортсмен                                               | Кінь              | Дисципліна               | Виїздка      | Виїздка | Крос         | Крос       | Крос       | Кваліфікація     | Кваліфікація     | Кваліфікація     | Фінал            | Фінал            | Фінал            | Загалом          | Загалом          |
| Спортсмен                                               | Кінь              | Дисципліна               | Штрафні очки | Місце   | Штрафні очки | Загалом    | Місце      | Штрафні очки     | Загалом          | Місце            | Штрафні очки     | Загалом          | Місце            | Штрафні очки     | Місце            |
| ------------------------------------------------------- | ----------------- | ------------------------ | ------------ | ------- | ------------ | ---------- | ---------- | ---------------- | ---------------- | ---------------- | ---------------- | ---------------- | ---------------- | ---------------- | ---------------- |
| Філліп Даттон                                           | Mighty Nice       | Індивідуальне триборство | 43.60        | 15      | 3.20         | 46.80      | 5          | 1.00             | 47.80            | 4 Q              | 4.00             | 51.80            | 3                | 51.80            | 3                |
| Лорен Кіффер                                            | Veronica          | Індивідуальне триборство | 47.30        | 33      | Вибула       | Вибула     | Вибула     | Завершила виступ | Завершила виступ | Завершила виступ | Завершила виступ | Завершила виступ | Завершила виступ | Завершила виступ | Завершила виступ |
| Бойд Мартін                                             | Blackfoot Mystery | Індивідуальне триборство | 47.70 #      | 35      | 3.20         | 50.90      | 6          | 8.00             | 58.90            | 7 Q              | 12.00            | 70.90            | 16               | 70.90            | 16               |
| Кларк Монтгомері                                        | Loughan Glen      | Індивідуальне триборство | 46.60        | 24      | Відмовився   | Відмовився | Відмовився | Завершив виступ  | Завершив виступ  | Завершив виступ  | Завершив виступ  | Завершив виступ  | Завершив виступ  | Завершив виступ  | Завершив виступ  |
| Філліп Даттон Лорен Кіффер Бойд Мартін Кларк Монтгомері | Див. вище         | Командне триборство      | 137.50       | 6       | Вибули       | Вибули     | Вибули     | Завершили виступ | Завершили виступ | Завершили виступ | Н/Д              | Н/Д              | Н/Д              | Завершили виступ | Завершили виступ |

# – позначає, що очки цього вершника не входять до заліку командного змагання, оскільки зараховуються лише результати трьох найкращих вершників.

### Конкур
Дворазові олімпійські чемпіони Beezie Madden і Маклейн Ворд потрапили на свою четверту підряд Олімпіаду.
| Спортсмен                                           | Кінь       | Дисципліна            | Кваліфікація | Кваліфікація | Кваліфікація | Кваліфікація | Кваліфікація | Кваліфікація     | Кваліфікація     | Кваліфікація     | Фінал            | Фінал            | Фінал            | Фінал            | Фінал            | Загалом          | Загалом          |
| Спортсмен                                           | Кінь       | Дисципліна            | Раунд 1      | Раунд 1      | Раунд 2      | Раунд 2      | Раунд 2      | Раунд 3          | Раунд 3          | Раунд 3          | Фінал A          | Фінал A          | Фінал B          | Фінал B          | Фінал B          | Загалом          | Загалом          |
| Спортсмен                                           | Кінь       | Дисципліна            | Штраф        | Місце        | Штраф        | Загалом      | Місце        | Штраф            | Загалом          | Місце            | Штраф            | Місце            | Штраф            | Загалом          | Місце            | Штраф            | Місце            |
| --------------------------------------------------- | ---------- | --------------------- | ------------ | ------------ | ------------ | ------------ | ------------ | ---------------- | ---------------- | ---------------- | ---------------- | ---------------- | ---------------- | ---------------- | ---------------- | ---------------- | ---------------- |
| Люсі Девіс                                          | Barron     | Індивідуальний конкур | 4            | =27 Q        | 0            | 4            | =15 Q        | 4                | 8                | =18 Q            | 12               | =32              | Завершила виступ | Завершила виступ | Завершила виступ | 12               | =32              |
| Кент Фаррінгтон                                     | Voyeur     | Індивідуальний конкур | 0            | =1 Q         | 0            | 0            | =1 Q         | 1                | 1                | =2 Q             | 0                | =1 Q             | 0                | 0                | =1 JO            | 8                | 5                |
| Бізі Медден                                         | Cortes 'C' | Індивідуальний конкур | 4 #          | =27 Q        | 8 #          | 12           | =46          | Завершила виступ | Завершила виступ | Завершила виступ | Завершила виступ | Завершила виступ | Завершила виступ | Завершила виступ | Завершила виступ | Завершила виступ | Завершила виступ |
| Маклейн Ворд                                        | Azur       | Індивідуальний конкур | 4            | =27 Q        | 0            | 4            | =15 Q        | 0                | 4                | =7 Q             | 4                | =16 Q            | 0                | 4                | =9               | 4                | =9               |
| Люсі Девіс Кент Фаррінгтон Бізі Медден Маклейн Ворд | Див. вище  | Командний конкур      | 8            | =8           | 0            | Н/Д          | =1 Q         | 5                | 5                | 2                | Н/Д              | Н/Д              | Н/Д              | Н/Д              | Н/Д              | 5                | 2                |

# – позначає, що очки цього вершника не входять до заліку командного змагання, оскільки зараховуються лише результати трьох найкращих вершників.

* – Кілька вершників завершили виступ з нульовим штрафом і для визначення переможців довелось провести пере-стрибування.

### Фехтування
Чоловіки
| Спортсмен                                                            | Дисципліна           | Раунд 1/64         | Раунд 1/32                          | Раунд 1/16                    | Чвертьфінал                 | Півфінал                      | Фінал / БМ                    | Фінал / БМ      |
| Спортсмен                                                            | Дисципліна           | Суперник Результат | Суперник Результат                  | Суперник Результат            | Суперник Результат          | Суперник Результат            | Суперник Результат            | Місце           |
| -------------------------------------------------------------------- | -------------------- | ------------------ | ----------------------------------- | ----------------------------- | --------------------------- | ----------------------------- | ----------------------------- | --------------- |
| Джейсон Пріор                                                        | Індивідуальна шпага  | Bye                | Беньямін Штеффен (SUI) L 14–15      | Завершив виступ               | Завершив виступ             | Завершив виступ               | Завершив виступ               | Завершив виступ |
| Майлз Чемлі-Вотсон                                                   | Індивідуальна рапіра | Bye                | Артур Ахматхузін (RUS) L 13–15      | Завершив виступ               | Завершив виступ             | Завершив виступ               | Завершив виступ               | Завершив виступ |
| Александер Массіалас                                                 | Індивідуальна рапіра | Bye                | Мохаммед Ессам (EGY) W 15–7         | Артур Ахматхузін (RUS) W 15–9 | Джорджо Авола (ITA) W 15–14 | Річард Крузе (GBR) W 15–9     | Даніеле Гароццо (ITA) L 11–15 | 2               |
| Герек Мейнгардт                                                      | Індивідуальна рапіра | Bye                | Максиміліан ван Хастер (CAN) W 15–4 | Ерван Ле Пешу (FRA) W 15–14   | Річард Крузе (GBR) L 13–15  | Завершив виступ               | Завершив виступ               | Завершив виступ |
| Майлз Чемлі-Вотсон Рейс Імбоден Александер Массіалас Герек Мейнгардт | Командна рапіра      | Н/Д                | Н/Д                                 | Н/Д                           | Єгипет (EGY) W 45–37        | Росія (RUS) L 41–45           | Італія (ITA) W 45–31          | 3               |
| Елі Дершвітц                                                         | Індивідуальна шабля  | Н/Д                | Сеппе ван Хольсбеке (BEL) L 12–15   | Завершив виступ               | Завершив виступ             | Завершив виступ               | Завершив виступ               | Завершив виступ |
| Деріл Гомер                                                          | Індивідуальна шабля  | Н/Д                | Ілля Мокрецов (KAZ) W 15–11         | Макс Хартунг (GER) W 15–12    | Матіяш Сабо (GER) W 15–12   | Мойтаба Абедіні (IRI) W 15–14 | Сіладьї Арон (HUN) L 8–15     | 2               |

Жінки
| Спортсменка                                                     | Дисципліна           | Раунд 1/64          | Раунд 1/32                       | Раунд 1/16                     | Чвертьфінал           | Півфінал                                       | Фінал / БМ                                          | Фінал / БМ       |
| Спортсменка                                                     | Дисципліна           | Суперниця Результат | Суперниця Результат              | Суперниця Результат            | Суперниця Результат   | Суперниця Результат                            | Суперниця Результат                                 | Місце            |
| --------------------------------------------------------------- | -------------------- | ------------------- | -------------------------------- | ------------------------------ | --------------------- | ---------------------------------------------- | --------------------------------------------------- | ---------------- |
| Кетрін Холмс                                                    | Індивідуальна шпага  | Bye                 | Еріка Кірпу (EST) L 4–5          | Завершила виступ               | Завершила виступ      | Завершила виступ                               | Завершила виступ                                    | Завершила виступ |
| Кортні Герлі                                                    | Індивідуальна шпага  | Bye                 | Яна Шемякіна (UKR) L 13–14       | Завершила виступ               | Завершила виступ      | Завершила виступ                               | Завершила виступ                                    | Завершила виступ |
| Келлі Герлі                                                     | Індивідуальна шпага  | Bye                 | Наталі Моельхаузен (BRA) L 12–15 | Завершила виступ               | Завершила виступ      | Завершила виступ                               | Завершила виступ                                    | Завершила виступ |
| Кетрін Холмс Кортні Герлі Келлі Герлі                           | Командна шпага       | Н/Д                 | Н/Д                              | Bye                            | Румунія (ROU) L 23–24 | Classification semifinal Франція (FRA) W 32–28 | поєдинок за 5-те місце Південна Корея (KOR) W 22–18 | 5                |
| Лі Кайфер                                                       | Індивідуальна рапіра | Bye                 | Мона Шаїто (LIB) W 15–3          | Лю Юнші (CHN) L 9–15           | Завершила виступ      | Завершила виступ                               | Завершила виступ                                    | Завершила виступ |
| Нзінья Прескод                                                  | Індивідуальна рапіра | Bye                 | Наталі Мішель (MEX) W 15–9       | Астрід Гюяр (FRA) L 11–14      | Завершила виступ      | Завершила виступ                               | Завершила виступ                                    | Завершила виступ |
| Ібтіхадж Мухаммад                                               | Індивідуальна шабля  | Bye                 | Олена Кравацька (UKR) W 15–13    | Сесілія Бердер (FRA) L 12–15   | Завершила виступ      | Завершила виступ                               | Завершила виступ                                    | Завершила виступ |
| Дагмара Возняк                                                  | Індивідуальна шабля  | Bye                 | Васілікі Вуюка (GRE) L 8–15      | Завершила виступ               | Завершила виступ      | Завершила виступ                               | Завершила виступ                                    | Завершила виступ |
| Маріель Загуніс                                                 | Індивідуальна шабля  | Bye                 | Еілен Греньч (PAN) W 15–4        | Катерина Дяченко (RUS) L 12–15 | Завершила виступ      | Завершила виступ                               | Завершила виступ                                    | Завершила виступ |
| Моніка Аксамит Ібтіхадж Мухаммад Дагмара Возняк Маріель Загуніс | командна шабля       | Н/Д                 | Н/Д                              | Н/Д                            | Польща (POL) W 45–43  | Росія (RUS) L 42–45                            | Італія (ITA) W 45–30                                | 3                |

## Хокей на траві
Підсумок
Ключ:
- FT – Після повного часу.
- P – Долю матчу вирішило пробиття пенальті.

| Команда           | Дисципліна     | Груповий раунд     | Груповий раунд     | Груповий раунд     | Груповий раунд     | Груповий раунд        | Груповий раунд | Чвертьфінал        | Півфінал           | Фінал / БМ         | Фінал / БМ |
| Команда           | Дисципліна     | Суперник Результат | Суперник Результат | Суперник Результат | Суперник Результат | Суперник Результат    | Місце          | Суперник Результат | Суперник Результат | Суперник Результат | Місце      |
| ----------------- | -------------- | ------------------ | ------------------ | ------------------ | ------------------ | --------------------- | -------------- | ------------------ | ------------------ | ------------------ | ---------- |
| Жіноча збірна США | жіночий турнір | Аргентина W 2–1    | Австралія W 2–1    | Японія W 6–1       | Індія W 3–0        | Велика Британія L 1–2 | 2              | Німеччина L 1–2    | Завершили виступ   | Завершили виступ   | 5          |

### Жіночий турнір
Жіноча збірна США кваліфікувалась на Олімпіаду, вигравши Панамериканські ігри 2015.
Склад команди
Шаблон:2016 Summer Olympics United States women's field hockey team roster
Груповий раунд
| М  | Команда         | І | В | Н | П | МЗ | МП | РМ  | О  |
| -- | --------------- | - | - | - | - | -- | -- | --- | -- |
| 1. | Велика Британія | 5 | 5 | 0 | 0 | 12 | 4  | +8  | 15 |
| 2. | США             | 5 | 4 | 0 | 1 | 14 | 5  | +9  | 12 |
| 3. | Австралія       | 5 | 3 | 0 | 2 | 11 | 5  | +6  | 9  |
| 4. | Аргентина       | 5 | 2 | 0 | 3 | 12 | 6  | +6  | 6  |
| 5. | Японія          | 5 | 0 | 1 | 4 | 3  | 16 | −13 | 1  |
| 6. | Індія           | 5 | 0 | 1 | 4 | 3  | 19 | −16 | 1  |

- 6 серпня	Аргентина  	1–2	  США

- 8 серпня	Австралія  	1–2	  США

- 10 серпня	США  	6–1	  Японія

- 11 серпня	США  	3–0	  Індія

- 13 серпня	Велика Британія  	–	  США

Чвертьфінал
- 15 серпня	США  —  Німеччина 1 — 2

## Футбол

### Жіночий турнір
Жіноча збірна США кваліфікувалась на олімпіаду, вийшовши у фінал Жіночого олімпійського кваліфікаційного чемпіонату КОНКАКАФ 2016, який відбувся в Х'юстоні.
Склад команди
Шаблон:2016 Summer Olympics United States women's football team roster
Alternates: Ashlyn Harris, Emily Sonnett, Heather O'Reilly, Samantha Mewis
Груповий етап
| М  | Команда       | І | В | Н | П | МЗ | МП | РМ | О |
| -- | ------------- | - | - | - | - | -- | -- | -- | - |
| 1. | США           | 3 | 2 | 1 | 0 | 5  | 2  | +3 | 7 |
| 2. | Франція       | 3 | 2 | 0 | 1 | 7  | 1  | +6 | 6 |
| 3. | Нова Зеландія | 3 | 1 | 0 | 2 | 1  | 5  | −4 | 3 |
| 4. | Колумбія      | 3 | 0 | 1 | 2 | 2  | 7  | −5 | 1 |

| 3 серпня 2016 |     |               |
| США           | 2–0 | Нова Зеландія |
| 6 серпня 2016 |     |               |
| США           | 1–0 | Франція       |
| 9 серпня 2016 |     |               |
| Колумбія      | 2–2 | США           |

Чвертьфінал
| 12 серпня 2016 13:00 |

| США | 1 – 1 3 – 4 (пен. ) | Швеція |
| --- | ------------------- | ------ |
|     | Протокол            |        |

| Національний стадіон, Бразиліа Глядачів: 13 892 Арбітр: Анна-Марі Кейлі (Нова Зеландія) |

## Гольф
Загалом семеро гольфістів США (четверо чоловіків і троє жінок) кваліфікувались на олімпійський турнір з гольфу, який з'явився в програмі Олімпіади вперше від 1904 року. Серед чоловіків Рікі Фаулер, Метт Кучар, Петрік Рід і Бабба Вотсон кваліфікувались напряму завдяки перебуванню серед перших п'ятнадцяти у світовому рейтинг-листі IGF станом на 11 липня 2016 року. А серед жінок таким само чином потрапили Стейсі Льюїс, Джеріна Піллер та Лексі Томпсон.
| Спортсмен      | Дисципліна | Раунд 1   | Раунд 2   | Раунд 3   | Раунд 4   | Загалом   | Загалом | Загалом |
| Спортсмен      | Дисципліна | Результат | Результат | Результат | Результат | Результат | Пар     | Місце   |
| -------------- | ---------- | --------- | --------- | --------- | --------- | --------- | ------- | ------- |
| Рікі Фаулер    | Чоловіки   | 75        | 71        | 64        | 74        | 284       | E       | =37     |
| Метт Кучар     | Чоловіки   | 69        | 70        | 69        | 63        | 271       | −13     | 3       |
| Петрік Рід     | Чоловіки   | 72        | 69        | 73        | 64        | 278       | −6      | =11     |
| Бабба Вотсон   | Чоловіки   | 73        | 67        | 67        | 70        | 277       | −7      | =8      |
| Стейсі Льюїс   | Жінки      | 70        | 63        | 76        | 66        | 275       | −9      | =4      |
| Джеріна Піллер | Жінки      | 69        | 67        | 68        | 74        | 278       | −6      | =11     |
| Лексі Томпсон  | Жінки      | 68        | 71        | 76        | 66        | 281       | −3      | =19     |

## Гімнастика
Вперше на Олімпійських іграх збірна США змогла кваліфікуватися повними командами у всіх трьох різновидах.

### Спортивна гімнастика
Чоловіки
Командна першість
| Спортсмен         | Дисципліна        | Кваліфікація  | Кваліфікація | Кваліфікація | Кваліфікація    | Кваліфікація     | Кваліфікація | Кваліфікація | Кваліфікація | Фінал         | Фінал  | Фінал  | Фінал           | Фінал            | Фінал       | Фінал   | Фінал |
| Спортсмен         | Дисципліна        | Снаряд        | Снаряд       | Снаряд       | Снаряд          | Снаряд           | Снаряд       | Загалом      | Місце        | Снаряд        | Снаряд | Снаряд | Снаряд          | Снаряд           | Снаряд      | Загалом | Місце |
| Спортсмен         | Дисципліна        | Вільні вправи | Кінь         | Кільця       | Опорний стрибок | Паралельні бруси | Перекладина  | Загалом      | Місце        | Вільні вправи | Кінь   | Кільця | Опорний стрибок | Паралельні бруси | Перекладина | Загалом | Місце |
| ----------------- | ----------------- | ------------- | ------------ | ------------ | --------------- | ---------------- | ------------ | ------------ | ------------ | ------------- | ------ | ------ | --------------- | ---------------- | ----------- | ------- | ----- |
| Кріс Брукс        | Командна першість | 14.533        | 12.766       | 14.566       | 14.400          | 15.300           | 14.766       | 86.331       | 19 Q         | Н/Д           | Н/Д    | 14.666 | Н/Д             | 15.100           | 15.108      | Н/Д     | Н/Д   |
| Джейкоб Далтон    | Командна першість | 15.600 Q      | Н/Д          | 14.900       | 15.133          | 15.166           | 14.333       | Н/Д          | Н/Д          | 15.325        | Н/Д    | 14.833 | 15.466          | Н/Д              | Н/Д         | Н/Д     | Н/Д   |
| Данелл Лейва      | Командна першість | Н/Д           | 14.533       | Н/Д          | Н/Д             | 15.600 Q         | 15.333 Q     | Н/Д          | Н/Д          | Н/Д           | 14.333 | Н/Д    | Н/Д             | 15.533           | 14.333      | Н/Д     | Н/Д   |
| семюель Мікулак   | Командна першість | 15.800 Q      | 13.100       | 14.533       | 15.100          | 15.375           | 15.133 Q     | 89.041       | 7 Q          | 14.866        | 14.733 | Н/Д    | 15.366          | 15.700           | 15.000      | Н/Д     | Н/Д   |
| Александер Наддур | Командна першість | 14.700        | 15.366 Q     | 15.000       | 15.100          | Н/Д              | Н/Д          | Н/Д          | Н/Д          | 13.566        | 14.633 | 14.966 | 15.033          | Н/Д              | Н/Д         | Н/Д     | Н/Д   |
| Загалом           | Командна першість | 46.100        | 42.999       | 44.466       | 45.333          | 46.275           | 45.232       | 270.405      | 2 Q          | 43.757        | 43.699 | 44.465 | 45.865          | 46.333           | 44.441      | 268.560 | 5     |

Індивідуальні фінали
| Спортсмен         | Дисципліна          | Снаряд        | Снаряд | Снаряд | Снаряд          | Снаряд           | Снаряд      | Загалом | Місце |
| Спортсмен         | Дисципліна          | Вільні вправи | Кінь   | Кільця | Опорний стрибок | Паралельні бруси | Перекладина | Загалом | Місце |
| ----------------- | ------------------- | ------------- | ------ | ------ | --------------- | ---------------- | ----------- | ------- | ----- |
| Кріс Брукс        | Абсолютна першість  | 14.600        | 13.200 | 14.633 | 14.933          | 15.066           | 15.200      | 87.632  | 14    |
| Джейкоб Далтон    | Вільні вправи       | 15.133        | Н/Д    | Н/Д    | Н/Д             | Н/Д              | Н/Д         | Н/Д     | 6     |
| Данелл Лейва      | Паралельні бруси    | Н/Д           | Н/Д    | Н/Д    | Н/Д             | 15.900           | Н/Д         | Н/Д     | 2     |
| Данелл Лейва      | Перекладина         | Н/Д           | Н/Д    | Н/Д    | Н/Д             | Н/Д              | 15.500      | Н/Д     | 2     |
| Семюель Мікулак   | Абсолютна першість) | 15.200        | 14.600 | 14.366 | 14.566          | 15.766           | 15.133      | 89.631  | 7     |
| Семюель Мікулак   | Вільні вправи       | 14.133        | Н/Д    | Н/Д    | Н/Д             | Н/Д              | Н/Д         | Н/Д     | 8     |
| Семюель Мікулак   | Перекладина         | Н/Д           | Н/Д    | Н/Д    | Н/Д             | Н/Д              | 15.400      | Н/Д     | 4     |
| Александер Наддур | Кінь                | Н/Д           | 15.700 | Н/Д    | Н/Д             | Н/Д              | Н/Д         | Н/Д     | 3     |

Жінки
Командна першість
| Спортсменка   | Дисципліна        | Кваліфікація    | Кваліфікація      | Кваліфікація | Кваліфікація  | Кваліфікація | Кваліфікація | Фінал           | Фінал             | Фінал  | Фінал         | Фінал   | Фінал |
| Спортсменка   | Дисципліна        | Снаряд          | Снаряд            | Снаряд       | Снаряд        | Загалом      | Місце        | Снаряд          | Снаряд            | Снаряд | Снаряд        | Загалом | Місце |
| Спортсменка   | Дисципліна        | Опорний стрибок | Різновисокі бруси | Колода       | Вільні вправи | Загалом      | Місце        | Опорний стрибок | Різновисокі бруси | Колода | Вільні вправи | Загалом | Місце |
| ------------- | ----------------- | --------------- | ----------------- | ------------ | ------------- | ------------ | ------------ | --------------- | ----------------- | ------ | ------------- | ------- | ----- |
| Сімона Байлс  | Командна першість | 16.050 Q        | 15.000            | 15.633 Q     | 15.733 Q      | 62.266       | 1 Q          | 15.933          | 14.800            | 15.300 | 15.800        | Н/Д     | Н/Д   |
| Геббі Дуглас  | Командна першість | 15.166          | 15.766 Q          | 14.833       | 14.366        | 60.131       | 3            | Н/Д             | 15.766            | Н/Д    | Н/Д           | Н/Д     | Н/Д   |
| Лорі Ернандес | Командна першість | 15.200          | Н/Д               | 15.366 Q     | 14.800        | Н/Д          | Н/Д          | 15.100          | Н/Д               | 15.233 | 14.833        | Н/Д     | Н/Д   |
| Медісон Кошан | Командна першість | Н/Д             | 15.866 Q          | Н/Д          | Н/Д           | Н/Д          | Н/Д          | Н/Д             | 15.933            | Н/Д    | Н/Д           | Н/Д     | Н/Д   |
| Елі Рейсмен   | Командна першість | 15.766          | 14.733            | 14.833       | 15.275 Q      | 60.607       | 2 Q          | 15.833          | Н/Д               | 15.000 | 15.366        | Н/Д     | Н/Д   |
| Загалом       | Командна першість | 46.966          | 46.632            | 45.832       | 45.808        | 185.238      | 1 Q          | 46.866          | 46.499            | 45.533 | 45.999        | 184.897 | 1     |

Індивідуальні фінали
| Спортсмен     | Дисципліна          | Снаряд          | Снаряд            | Снаряд | Снаряд        | Загалом | Місце |
| Спортсмен     | Дисципліна          | Опорний стрибок | Різновисокі бруси | Колода | Вільні вправи | Загалом | Місце |
| ------------- | ------------------- | --------------- | ----------------- | ------ | ------------- | ------- | ----- |
| Сімона Байлс  | Абсолютна першість) | 15.866          | 14.966            | 15.433 | 15.933        | 62.198  | 1     |
| Сімона Байлс  | Опорний стрибок     | 15.966          | Н/Д               | Н/Д    | Н/Д           | Н/Д     | 1     |
| Сімона Байлс  | колода              | Н/Д             | Н/Д               | 14.733 | Н/Д           | Н/Д     | 3     |
| Сімона Байлс  | Вільні вправи       | Н/Д             | Н/Д               | Н/Д    | 15.966        | Н/Д     | 1     |
| Геббі Дуглас  | Різновисокі бруси   | Н/Д             | 15.066            | Н/Д    | Н/Д           | Н/Д     | 7     |
| Лорі Ернандес | колода              | Н/Д             | Н/Д               | 15.333 | Н/Д           | Н/Д     | 2     |
| Медісон Кошан | Різновисокі бруси   | Н/Д             | 15.833            | Н/Д    | Н/Д           | Н/Д     | 2     |
| Елі Рейсмен   | Абсолютна першість) | 15.633          | 14.166            | 14.866 | 15.433        | 60.098  | 2     |
| Елі Рейсмен   | Вільні вправи       | Н/Д             | Н/Д               | Н/Д    | 15.500        | Н/Д     | 2     |

### Художня гімнастика
| Спортсменка | Дисципліна                  | Кваліфікація | Кваліфікація | Кваліфікація | Кваліфікація | Кваліфікація | Кваліфікація | Фінал            | Фінал            | Фінал            | Фінал            | Фінал            | Фінал            |
| Спортсменка | Дисципліна                  | Обруч        | М'яч         | Булави       | Стрічка      | Загалом      | Місце        | Обруч            | М'яч             | Булави           | Стрічка          | Загалом          | Місце            |
| ----------- | --------------------------- | ------------ | ------------ | ------------ | ------------ | ------------ | ------------ | ---------------- | ---------------- | ---------------- | ---------------- | ---------------- | ---------------- |
| Лаура Зенг  | Індивідуальне багатоборство | 17.650       | 17.666       | 17.700       | 16.825       | 69.841       | 11           | Завершила виступ | Завершила виступ | Завершила виступ | Завершила виступ | Завершила виступ | Завершила виступ |

| Спортсменка                                                             | Дисципліна            | Кваліфікація | Кваліфікація     | Кваліфікація | Кваліфікація | Фінал            | Фінал            | Фінал            | Фінал            |
| Спортсменка                                                             | Дисципліна            | 5 стрічок    | 6 булав 2 обручі | Загалом      | Місце        | 5 стрічок        | 6 булав 2 обручі | Загалом          | Місце            |
| ----------------------------------------------------------------------- | --------------------- | ------------ | ---------------- | ------------ | ------------ | ---------------- | ---------------- | ---------------- | ---------------- |
| Каяна Ейде Аліса Кано Наталі Макгіфферт Моніка Рокман Крістен Шалдибіна | групове багатоборство | 13.980       | 16.316           | 30.296       | 14           | Завершили виступ | Завершили виступ | Завершили виступ | Завершили виступ |

### Стрибки на батуті
| Спортсмен      | Дисципліна | Кваліфікація | Кваліфікація | Фінал            | Фінал            |
| Спортсмен      | Дисципліна | Результат    | Місце        | Результат        | Місце            |
| -------------- | ---------- | ------------ | ------------ | ---------------- | ---------------- |
| Логан Дулі     | чоловіки   | 106.055      | 11           | Завершив виступ  | Завершив виступ  |
| Ніколь Азінгер | жінки      | 95.455       | 15           | Завершила виступ | Завершила виступ |

## Дзюдо
| Спортсмен          | Категорія           | Раунд 1/64         | Раунд 1/32                             | Раунд 1/16                         | Чвертьфінали                  | Півфінали                           | Втішний поєдинок                 | Фінал / БМ                       | Фінал / БМ       |                  |
| Спортсмен          | Категорія           | Суперник Результат | Суперник Результат                     | Суперник Результат                 | Суперник Результат            | Суперник Результат                  | Суперник Результат               | Суперник Результат               | Місце            |                  |
| ------------------ | ------------------- | ------------------ | -------------------------------------- | ---------------------------------- | ----------------------------- | ----------------------------------- | -------------------------------- | -------------------------------- | ---------------- | ---------------- |
| Ніколас Дельпополо | до 73 кг (чоловіки) | Bye                | Ахмед Гумар (NIG) W 100–000            | Ганбаатарин Одбаяр (MGL) W 010–000 | Сагі Мукі (ISR) L 000–100     | Завершив виступ                     | Унгварі Міклош (HUN) L 000–000 S | Завершив виступ                  | 7                |                  |
| Тревіс Стівенс     | до 81 кг (чоловіки) | Bye                | Робін Пасек (SWE) W 001–000            | Шакзодбек Сабіров (UZB) W 101–000  | Івайло Іванов (BUL) W 100–000 | Автанділ Чрікішвілі (GEO) W 100–000 | Bye                              | Хасан Халмурзаєв (RUS) L 000–100 | 2                |                  |
| Колтон Браун       | до 90 кг (чоловіки) | Bye                | Іслам Моньє Суліман (SUD) W 100–000    | Олександр Іддір (FRA) L 000–010    | Завершив виступ               | Завершив виступ                     | Завершив виступ                  | Завершив виступ                  | Завершив виступ  |                  |
| Анджеліка Дельгадо | до 52 кг (жінки)    | Н/Д                | Адьяасамбуугійн Цолмон (MGL) L 003–010 | Завершила виступ                   | Завершила виступ              | Завершила виступ                    | Завершила виступ                 | Завершила виступ                 | Завершила виступ |                  |
| Марті Маллой       | до 57 кг (жінки)    | Н/Д                | Bye                                    | Лянь Чженьлінь (TPE) L 000–000 S   | Завершила виступ              | Завершила виступ                    | Завершила виступ                 | Завершила виступ                 | Завершила виступ | Завершила виступ |
| Кайла Гаррісон     | до 78 кг (жінки)    | Н/Д                | Bye                                    | Чжан Чжехуей (CHN) W 100–000       | Абігель Йоо (HUN) W 100–000   | Анамарі Веленшек (SLO) W 100–000    | Bye                              | Одрі Тшемео (FRA) W 100–000      | 1                |                  |

## Сучасне п'ятиборство
| Спортсмен        | Дисципліна | Фехтування (шпага, один дотик) | Фехтування (шпага, один дотик) | Фехтування (шпага, один дотик) | Фехтування (шпага, один дотик) | Плавання (200 м вільним стилем) | Плавання (200 м вільним стилем) | Плавання (200 м вільним стилем) | Верхова їзда (конкур) | Верхова їзда (конкур) | Верхова їзда (конкур) | Комбіновано: стрільба/біг (10 м, пневматичний пістолет)/(3200 м) | Комбіновано: стрільба/біг (10 м, пневматичний пістолет)/(3200 м) | Комбіновано: стрільба/біг (10 м, пневматичний пістолет)/(3200 м) | Загалом очок | Підсумкове місце |
| Спортсмен        | Дисципліна | RR                             | BR                             | Місце                          | Очки                           | Час                             | Місце                           | Очки                            | Штрафні очки          | Місце                 | Очки                  | Час                                                              | Місце                                                            | Очки                                                             | Загалом очок | Підсумкове місце |
| ---------------- | ---------- | ------------------------------ | ------------------------------ | ------------------------------ | ------------------------------ | ------------------------------- | ------------------------------- | ------------------------------- | --------------------- | --------------------- | --------------------- | ---------------------------------------------------------------- | ---------------------------------------------------------------- | ---------------------------------------------------------------- | ------------ | ---------------- |
| Натан Шрімшер    | чоловіки   | 20–15                          | 0                              | 10                             | 220                            | 2:00.87                         | 7                               | 338                             | 18                    | 18                    | 282                   | 12:01.76                                                         | 17                                                               | 610                                                              | 1450         | 10               |
| Ізабелла Ісаксен | жінки      | 20–15                          | 1                              | 8                              | 221                            | 2:20.20                         | 24                              | 280                             | 15                    | 18                    | 285                   | 14:52.96                                                         | 33                                                               | 469                                                              | 1255         | 25               |
| Марго Ісаксен    | жінки      | 18–17                          | 1                              | 14                             | 209                            | 2:19.91                         | 23                              | 281                             | 7                     | 10                    | 293                   | 14:27.90                                                         | 27                                                               | 497                                                              | 1280         | 20               |

## Академічне веслування
Чоловіки
| Спортсмен | Дисципліна               | Попередні запливи | Попередні запливи | Втішний заплив | Втішний заплив | Півфінали | Півфінали | Фінал   | Фінал |
| Спортсмен | Дисципліна               | Час               | Місце             | Час            | Місце          | Час       | Місце     | Час     | Місце |
| --- | ------------------------ | ----------------- | ----------------- | -------------- | -------------- | --------- | --------- | ------- | ----- |
| Нарег Гурегян Андерс Вайс                                                                                              | Двійки                   | 6:49.97           | 4 R               | 6:36.60        | 3 SA/B         | 6:33.95   | 5 FB      | 7:10.60 | 11    |
| Ендрю Кемпбелл Джошуа Конєчни                                                                                          | Парні двійки, легка вага | 6:26.56           | 2 SA/B            | Bye            | Bye            | 6:35.19   | 2 FA      | 6:35.07 | 5     |
| Чарлі Коул Генрік Руммель Метт Міллер Сет Вейл                                                                         | Четвірки                 | 5:58.31           | 3 SA/B            | Bye            | Bye            | 6:19.08   | 4 FB      | 5:59.20 | 7     |
| Ентоні Фейден Едвард Кінг Тайлер Нейз Робін Прендес                                                                    | Четвірки, легка вага     | 6:05.61           | 2 SA/B            | Bye            | Bye            | 6:26.82   | 4 FB      | 6:36.96 | 10    |
| Майк Дісанто Сем Доммер Остін Хак Алекс Карвоскі Стівен Каспжик Роб Манн Гленн Очелл Ганс Стражина Сем Оджсеркіс (cox) | Вісімки                  | 5:40.16           | 2 R               | 5:51.13        | 1 FA           | Н/Д       | Н/Д       | 5:43.23 | 4     |

Жінки
| Спортсменка | Дисципліна               | Попередні запливи | Попередні запливи | Втішний заплив | Втішний заплив | Чвертьфінали | Чвертьфінали | Півфінали | Півфінали | Фінал   | Фінал |
| Спортсменка | Дисципліна               | Час               | Місце             | Час            | Місце          | Час          | Місце        | Час       | Місце     | Час     | Місце |
| --- | ------------------------ | ----------------- | ----------------- | -------------- | -------------- | ------------ | ------------ | --------- | --------- | ------- | ----- |
| Дженевра Стоун | Одиночки                 | 8:29.67           | 1 QF              | Bye            | Bye            | 7:27.04      | 1 SA/B       | 7:44.56   | 2 FA      | 7:22.92 | 2     |
| Грейс Лучак Феліс Мюллер | Двійки                   | 7:05.14           | 1 SA/B            | Bye            | Bye            | Н/Д          | Н/Д          | 7:20.93   | 2 FA      | 7:24.77 | 4     |
| Меган О'Лірі Еллен Томек | Парні двійки, легка вага | 7:46.92           | 4 R               | 7:00.60        | 2 SA/B         | Н/Д          | Н/Д          | 6:52.92   | 3 FA      | 8:06.18 | 6     |
| Кетлін Бертко Девері Карц | Парні двійки, легка вага | 7:07.37           | 3 R               | 7:58.90        | 1 SA/B         | Н/Д          | Н/Д          | 7:22.78   | 5 FB      | 7:29.96 | 10    |
| Трейсі Ейссер Меган Келмоу Грейс Лац Едрієнн Мартеллі                                                                              | Парні четвірки           | 6:40.78           | 3 R               | 6:28.54        | 4 FA           | Н/Д          | Н/Д          | Н/Д       | Н/Д       | 6:57.67 | 5     |
| Аманда Елмор Тесса Гоббо Елль Логан Меган Мусніцькі Аманда Полк Емілі Реган Лорен Шметтерлінг Керрі Сіммондс Кейтлін Снайдер (cox) | Вісімки                  | 6:06.34           | 1 FA              | Bye            | Bye            | Н/Д          | Н/Д          | Н/Д       | Н/Д       | 6:01.49 | 1     |

Пояснення до кваліфікації: FA=Фінал A (за медалі); FB=Фінал B (не за медалі); FC=Фінал C (не за медалі); FD=Фінал D (не за медалі); FE=Фінал E (не за медалі); FF=Фінал F (не за медалі); SA/B=Півфінали A/B; SC/D=Півфінали C/D; SE/F=Півфінали E/F; QF=Чвертьфінали; R=Потрапив у втішний заплив

## Регбі-7

### Чоловічий турнір
Збірна США з регбі-7 кваліфікувалась на Олімпіаду, вигравши Чемпіонат NACRA з регбі-7 серед чоловіків 2015.
Склад команди
Шаблон:2016 Summer Olympics United States men's rugby sevens team roster
Груповий раунд
| М  | Команда   | І | В | Н | П | МЗ | МП | РМ  | О |
| -- | --------- | - | - | - | - | -- | -- | --- | - |
| 1. | Фіджі     | 3 | 3 | 0 | 0 | 85 | 45 | +40 | 9 |
| 2. | Аргентина | 3 | 2 | 0 | 1 | 62 | 35 | +27 | 6 |
| 3. | США       | 3 | 1 | 0 | 2 | 59 | 38 | +21 | 3 |
| 4. | Бразилія  | 3 | 0 | 0 | 3 | 12 | 97 | −85 | 0 |

| 9 серпня 2016 13:00 |

| США | 14-17 | Аргентина |
| --- | ----- | --------- |
|     |       |           |

| «Деодоро», Ріо-де-Жанейро |

| 9 серпня 2016 18:00 |

| США | 26-0 | Бразилія |
| --- | ---- | -------- |
|     |      |          |

| «Деодоро», Ріо-де-Жанейро |

| 10 серпня 2016 13:30 |

| Фіджі | 24-19 | США |
| ----- | ----- | --- |
|       |       |     |

| «Деодоро», Ріо-де-Жанейро |

### жіночий турнір
Жіноча збірна США з регбі-7 кваліфікувалась на Олімпіаду, вигравши  Чемпіонат NACRA з регбі-7 серед жінок 2015.
Склад команди
Головний тренер: Річі Вокер
| - Акалаіні Баравілала - Раян Карлайл - Лорен Дойл - Джоан Фаавесі - Кармен Фармер - Вікторія Фолаян | - Келлі Гріффін - Джессіка Джавелет - Кетрін Джонсон - Алев Келтер - Джилліон Поттер - Райчел Стівенс |

Груповий раунд
| М  | Команда   | І | В | Н | П | МЗ  | МП  | РМ   | О |
| -- | --------- | - | - | - | - | --- | --- | ---- | - |
| 1. | Австралія | 3 | 2 | 1 | 0 | 101 | 12  | +89  | 7 |
| 2. | Фіджі     | 3 | 2 | 0 | 1 | 48  | 43  | +5   | 6 |
| 3. | США       | 3 | 1 | 1 | 1 | 67  | 24  | +43  | 4 |
| 4. | Колумбія  | 3 | 0 | 0 | 3 | 0   | 137 | −137 | 0 |

|           | 1  | 2  | 3  | 4  |
| --------- | -- | -- | -- | -- |
| Австралія | —  | 12 | 53 | 36 |
| США       | 12 | —  | 7  | 48 |
| Фіджі     | 36 | 12 | —  | 36 |
| Колумбія  | 0  | 0  | 1  | —  |

Шаблон:2016 Summer Olympics women's rugby sevens game A1
Шаблон:2016 Summer Olympics women's rugby sevens game A3
Шаблон:2016 Summer Olympics women's rugby sevens game A6
Чвертьфінал
Шаблон:2016 Summer Olympics women's rugby sevens game D4
Classification semifinal (5–8)
Шаблон:2016 Summer Olympics women's rugby sevens game F2
Fifth place match
Шаблон:2016 Summer Olympics women's rugby sevens game F4

## Вітрильний спорт
Чоловіки
| Спортсмен                       | Дисципліна | Заплив | Заплив | Заплив | Заплив | Заплив | Заплив | Заплив | Заплив | Заплив | Заплив | Заплив | Заплив | Заплив | Очки | Підсумкове місце |
| Спортсмен                       | Дисципліна | 1      | 2      | 3      | 4      | 5      | 6      | 7      | 8      | 9      | 10     | 11     | 12     | M*     | Очки | Підсумкове місце |
| ------------------------------- | ---------- | ------ | ------ | ------ | ------ | ------ | ------ | ------ | ------ | ------ | ------ | ------ | ------ | ------ | ---- | ---------------- |
| Педро Паскуаль                  | RS:X       | 25     | 26     | 28     | 28     | DNF    | 28     | 22     | 26     | 28     | 23     | 20     | 32     | EL     | 286  | 28               |
| Чарлі Бекінгем                  | Лазер      | 20     | 7      | 10     | 22     | 8      | 26     | 15     | 10     | 10     | 6      | Н/Д    | Н/Д    | EL     | 108  | 11               |
| Калеб Пейн                      | Фінн       | 7      | 10     | 21     | 3      | 14     | 2      | 17     | 7      | 10     | 4      | Н/Д    | Н/Д    | 2      | 76   | 3                |
| Дейв Г'юз Стюарт Макней         | 470        | 10     | 7      | 8      | 13     | 4      | 7      | 6      | 1      | 11     | 14     | Н/Д    | Н/Д    | 4      | 71   | 4                |
| Томас Берровз III Джозеф Морріс | 49er       | 18     | 19     | 14     | 14     | DSQ    | 11     | 16     | 16     | 11     | 6      | 13     | 17     | EL     | 155  | 19               |

Жінки
| Спортсменка                | Дисципліна   | Заплив | Заплив | Заплив | Заплив | Заплив | Заплив | Заплив | Заплив | Заплив | Заплив | Заплив | Заплив | Заплив | Очки  | Підсумкове місце |
| Спортсменка                | Дисципліна   | 1      | 2      | 3      | 4      | 5      | 6      | 7      | 8      | 9      | 10     | 11     | 12     | M*     | Очки  | Підсумкове місце |
| -------------------------- | ------------ | ------ | ------ | ------ | ------ | ------ | ------ | ------ | ------ | ------ | ------ | ------ | ------ | ------ | ----- | ---------------- |
| Маріон Леперт              | RS:X         | 10     | 3      | 10     | 13     | RDG    | 23     | 6      | 23     | 15     | UFD    | 19     | 22     | EL     | 156.9 | 16               |
| Пейдж Райлі                | Лазер радіал | 15     | 2      | 9      | 21     | 2      | 7      | 25     | 24     | 25     | 4      | Н/Д    | Н/Д    | DPI    | 131   | 10               |
| Енні Хегер Бріана Прованча | 470          | 7      | 3      | 10     | 2      | 5      | 5      | 2      | 8      | 8      | 9      | Н/Д    | Н/Д    | 20     | 69    | 7                |
| Періс Хенкен Хелена Скатт  | 49er FX      | 13     | 16     | 14     | 5      | 1      | 4      | 11     | 8      | 8      | 12     | 12     | 6      | 18     | 112   | 10               |

Змішаний
| Спортсмени              | Дисципліна | Заплив | Заплив | Заплив | Заплив | Заплив | Заплив | Заплив | Заплив | Заплив | Заплив | Заплив | Заплив | Заплив | Очки | Підсумкове місце |
| Спортсмени              | Дисципліна | 1      | 2      | 3      | 4      | 5      | 6      | 7      | 8      | 9      | 10     | 11     | 12     | M*     | Очки | Підсумкове місце |
| ----------------------- | ---------- | ------ | ------ | ------ | ------ | ------ | ------ | ------ | ------ | ------ | ------ | ------ | ------ | ------ | ---- | ---------------- |
| Бора Гуларі Луїза Чейфі | Накра 17   | 13     | 9      | RET    | 12     | 21     | 4      | 9      | 2      | 8      | 8      | 9      | 3      | 8      | 106  | 8                |

M = Medal race; EL = Eliminated – did not advance into the medal race

## Стрільба
Чоловіки
| Спортсмен       | Дисципліна                       | Кваліфікація | Кваліфікація | Півфінал        | Півфінал        | Фінал / БМ      | Фінал / БМ      |
| Спортсмен       | Дисципліна                       | Очки         | Місце        | Очки            | Місце           | Очки            | Місце           |
| --------------- | -------------------------------- | ------------ | ------------ | --------------- | --------------- | --------------- | --------------- |
| Лукас Козенєскі | Пневматична гвинтівка, 10 м      | 622.3        | 21           | Н/Д             | Н/Д             | Завершив виступ | Завершив виступ |
| Деніел Лоу      | Пневматична гвинтівка, 10 м      | 620.0        | 34           | Н/Д             | Н/Д             | Завершив виступ | Завершив виступ |
| Девід Хіггінс   | Гвинтівка лежачи, 50 м           | 617.7        | 40           | Н/Д             | Н/Д             | Завершив виступ | Завершив виступ |
| Майкл Макфейл   | Гвинтівка лежачи, 50 м           | 622.0        | 19           | Н/Д             | Н/Д             | Завершив виступ | Завершив виступ |
| Метт Еммонс     | Гвинтівка з трьох положень, 50 м | 1169         | 19           | Н/Д             | Н/Д             | Завершив виступ | Завершив виступ |
| Деніел Лоу      | Гвинтівка з трьох положень, 50 м | 1168         | 28           | Н/Д             | Н/Д             | Завершив виступ | Завершив виступ |
| Вілл Браун      | Пневматичний пістолет, 10 м      | 577          | 12           | Н/Д             | Н/Д             | Завершив виступ | Завершив виступ |
| Джей Ши         | Пневматичний пістолет, 10 м      | 577          | 18           | Н/Д             | Н/Д             | Завершив виступ | Завершив виступ |
| Еміл Мілев      | швидкісний пістолет, 25 м        | 578          | 12           | Н/Д             | Н/Д             | Завершив виступ | Завершив виступ |
| Кейт Сандерсон  | швидкісний пістолет, 25 м        | 580          | 10           | Н/Д             | Н/Д             | Завершив виступ | Завершив виступ |
| Вілл Браун      | Пістолет, 50 м                   | 555          | 10           | Н/Д             | Н/Д             | Завершив виступ | Завершив виступ |
| Джей Ши         | Пістолет, 50 м                   | 553          | 14           | Н/Д             | Н/Д             | Завершив виступ | Завершив виступ |
| Ґленн Еллер     | Дубль-трап                       | 131          | 14           | Завершив виступ | Завершив виступ | Завершив виступ | Завершив виступ |
| Джошуа Річмонд  | Дубль-трап                       | 135 (+11)    | 7            | Завершив виступ | Завершив виступ | Завершив виступ | Завершив виступ |
| Вінсент Генкок  | Скит                             | 119          | 15           | Завершив виступ | Завершив виступ | Завершив виступ | Завершив виступ |
| Френк Томпсон   | Скит                             | 117          | 21           | Завершив виступ | Завершив виступ | Завершив виступ | Завершив виступ |

Жінки
| Спортсменка      | Дисципліна                       | Кваліфікація | Кваліфікація | Півфінал         | Півфінал         | Фінал / БМ       | Фінал / БМ       |
| Спортсменка      | Дисципліна                       | Очки         | Місце        | Очки             | Місце            | Очки             | Місце            |
| ---------------- | -------------------------------- | ------------ | ------------ | ---------------- | ---------------- | ---------------- | ---------------- |
| Сара Шерер       | пневматична гвинтівка, 10 м      | 416.8        | 5 Q          | Н/Д              | Н/Д              | 78.6             | 8                |
| Вірджинія Трешер | пневматична гвинтівка, 10 м      | 416.3        | 6 Q          | Н/Д              | Н/Д              | 208.0 OR         | 1                |
| Сара Шерер       | Гвинтівка з трьох положень, 50 м | 570          | 33           | Н/Д              | Н/Д              | Завершила виступ | Завершила виступ |
| Вірджинія Трешер | Гвинтівка з трьох положень, 50 м | 581          | 11           | Н/Д              | Н/Д              | Завершила виступ | Завершила виступ |
| Лідія Патерсон   | Пневматичний пістолет, 10 м      | 378          | 29           | Н/Д              | Н/Д              | Завершила виступ | Завершила виступ |
| Енкелейда Шеху   | Пневматичний пістолет, 10 м      | 372          | 40           | Н/Д              | Н/Д              | Завершила виступ | Завершила виступ |
| Енкелейда Шеху   | пістолет, 25 м                   | 567          | 33           | Завершила виступ | Завершила виступ | Завершила виступ | Завершила виступ |
| Корі Коґделл     | Трап                             | 68           | 7 Q          | 13 (+0)          | 3 q              | 13 (+1)          | 3                |
| Морган Крафт     | Скит                             | 69 (+2)      | 6 Q          | 14 (+3)          | 5                | Завершила виступ | Завершила виступ |
| Кімберлі Род     | Скит                             | 72           | 2 Q          | 14 (+4)          | 4 q              | 15 (+7)          | 3                |

Пояснення до кваліфікації: Q = Пройшов у наступне коло; q = Кваліфікувався щоб змагатись у поєдинку за бронзову медаль

## Плавання
Чоловіки
| Спортсмен                                                                                               | Дисципліна                        | Попередній заплив | Попередній заплив | Півфінал        | Півфінал        | Фінал           | Фінал           |
| Спортсмен                                                                                               | Дисципліна                        | Час               | Місце             | Час             | Місце           | Час             | Місце           |
| --- | --------------------------------- | ----------------- | ----------------- | --------------- | --------------- | --------------- | --------------- |
| Натан Едрієн                                                                                            | 50 м вільним стилем               | 21.61             | 2 Q               | 21.47           | 4 Q             | 21.49           | 3               |
| Ентоні Ервін                                                                                            | 50 м вільним стилем               | 21.63             | 3 Q               | 21.46           | 2 Q             | 21.40           | 1               |
| Натан Едрієн                                                                                            | 100 м вільним стилем              | 48.58             | 16 Q              | 47.83           | 1 Q             | 47.85           | 3               |
| Кайлеб Дрессел                                                                                          | 100 м вільним стилем              | 47.91             | 2 Q               | 47.97           | 5 Q             | 48.02           | 6               |
| Конор Дваєр                                                                                             | 200 м вільним стилем              | 1:45.95           | 4 Q               | 1:45.55         | 3 Q             | 1:45.23         | 3               |
| Тавнлі Гаас                                                                                             | 200 м вільним стилем              | 1:46.13           | 5 Q               | 1:45.92         | 6 Q             | 1:45.58         | 5               |
| Конор Дваєр                                                                                             | 400 м вільним стилем              | 3:43:42           | 1 Q               | Н/Д             | Н/Д             | 3:44.01         | 4               |
| Коннор Джегер                                                                                           | 400 м вільним стилем              | 3:45:37           | 7 Q               | Н/Д             | Н/Д             | 3:44.16         | 5               |
| Коннор Джегер                                                                                           | 1500 м вільним стилем             | 14:45.74          | 2 Q               | Н/Д             | Н/Д             | 14:39.48 AM     | 2               |
| Джордан Вілімовскі                                                                                      | 1500 м вільним стилем             | 14:48.23          | 3 Q               | Н/Д             | Н/Д             | 14:45.03        | 4               |
| Раян Мерфі                                                                                              | 100 м на спині                    | 53.06             | 4 Q               | 52.49           | 1 Q             | 51.97 OR        | 1               |
| Девід Пламмер                                                                                           | 100 м на спині                    | 53.19             | 5 Q               | 52.50           | 2 Q             | 52.40           | 3               |
| Раян Мерфі                                                                                              | 200 м на спині                    | 1:56.29           | 4 Q               | 1:55.15         | 4 Q             | 1:53.62         | 1               |
| Якоб Пеблі                                                                                              | 200 м на спині                    | 1:56.44           | 5 Q               | 1:54.92         | 3 Q             | 1:55.52         | 5               |
| Кевін Кордес                                                                                            | 100 м брасом                      | 59.13             | 4 Q               | 59.33           | 5 Q             | 59.22           | 4               |
| Коді Міллер                                                                                             | 100 м брасом                      | 59.17             | 5 Q               | 59.05           | 2 Q             | 58.84 AM        | 3               |
| Кевін Кордес                                                                                            | 200 м брасом                      | 2:09.30           | 7 Q               | 2:07.99         | 5 Q             | 2:08.34         | 8               |
| Джош Прено                                                                                              | 200 м брасом                      | 2:09.91           | 10 Q              | 2:07.78         | 3 Q             | 2:07.53         | 2               |
| Майкл Фелпс                                                                                             | 100 м батерфляєм                  | 51.60             | 4 Q               | 51.58           | 5 Q             | 51.15           | 2               |
| Том Шілдс                                                                                               | 100 м батерфляєм                  | 51.58             | 3 Q               | 51.61           | 6 Q             | 51.73           | 7               |
| Майкл Фелпс                                                                                             | 200 м батерфляєм                  | 1:55.73           | 5 Q               | 1:54.12         | 2 Q             | 1:53.36         | 1               |
| Том Шілдс                                                                                               | 200 м батерфляєм                  | 1:56.93           | 20                | Завершив виступ | Завершив виступ | Завершив виступ | Завершив виступ |
| Раян Лохте                                                                                              | 200 м комплексом                  | 1:57.38           | 1 Q               | 1:56.28         | 2 Q             | 1:57.47         | 5               |
| Майкл Фелпс                                                                                             | 200 м комплексом                  | 1:58.41           | 3 Q               | 1:55.78         | 1 Q             | 1:54.66         | 1               |
| Чейз Каліш                                                                                              | 400 м комплексом                  | 4:08:12           | 1 Q               | Н/Д             | Н/Д             | 4:06.75         | 2               |
| Джей Літерланд                                                                                          | 400 м комплексом                  | 4:11:10           | 4 Q               | Н/Д             | Н/Д             | 4:11.68         | 5               |
| Натан Едрієн Кайлеб Дрессел Ентоні Ервін* Джиммі Фейген* Раян Гелд Майкл Фелпс Блейк П'єроні*           | Естафета 4 × 100 м вільним стилем | 3:12.38           | 2 Q               | Н/Д             | Н/Д             | 3:09.92         | 1               |
| Гуннар Бенц* Джек Конгер* Конор Дваєр Тавнлі Гаас Раян Лохте Майкл Фелпс Кларк Сміт*                    | Естафета 4 × 200 м вільним стилем | 7:06.74           | 2 Q               | Н/Д             | Н/Д             | 7:00.66         | 1               |
| Натан Едрієн Кевін Кордес* Кайлеб Дрессел* Коді Міллер Раян Мерфі Майкл Фелпс Девід Пламмер* Том Шілдс* | Естафета 4 × 100 м комплексом     | 3:31.83           | 2 Q               | Н/Д             | Н/Д             | 3:27.95 OR      | 1               |
| Шон Раян                                                                                                | 10 км                             | Н/Д               | Н/Д               | Н/Д             | Н/Д             | 1:53:15.5       | 14              |
| Джордан Вілімовскі                                                                                      | 10 км                             | Н/Д               | Н/Д               | Н/Д             | Н/Д             | 1:53:03.2       | 5               |

Ті, хто кваліфікувався у наступні стадії (Q) всі дисциплін, визначались лише за часом, тож показані місця відносно взагалі всіх спортсменів у цій дисципліні, а не окремому запливі.

* – Позначає, що спортсмен взяв участь у попередніх запливах, але не у фіналі.
Жінки
| Спортсменка | Дисципліна                        | Попередній заплив | Попередній заплив | Півфінал | Півфінал | Фінал            | Фінал            |
| Спортсменка | Дисципліна                        | Час               | Місце             | Час      | Місце    | Час              | Місце            |
| --- | --------------------------------- | ----------------- | ----------------- | -------- | -------- | ---------------- | ---------------- |
| Сімоне Мануель                                                                                                 | 50 м вільним стилем               | 24.71             | 11 Q              | 24.44    | 6 Q      | 24.09            | 2                |
| Еббі Вейтцейл                                                                                                  | 50 м вільним стилем               | 24.48             | 5 Q               | 24.67    | 12       | Завершила виступ | Завершила виступ |
| Сімоне Мануель                                                                                                 | 100 м вільним стилем              | 53.32             | 2 Q               | 53.11    | 3 Q      | 52.70 OR         | 1                |
| Еббі Вейтцейл                                                                                                  | 100 м вільним стилем              | 53.54             | 7 Q               | 53.53    | 8 Q      | 53.30            | 7                |
| Міссі Франклін                                                                                                 | 200 м вільним стилем              | 1:57.12           | 12 Q              | 1:57.56  | 13       | Завершила виступ | Завершила виступ |
| Кейті Ледекі                                                                                                   | 200 м вільним стилем              | 1:55.01           | 1 Q               | 1:54.81  | 2 Q      | 1:53.73          | 1                |
| Кейті Ледекі                                                                                                   | 400 м вільним стилем              | 3:58.71 OR        | 1 Q               | Н/Д      | Н/Д      | 3:56.46 WR       | 1                |
| Леа Сміт | 400 м вільним стилем              | 4:03.39           | 3 Q               | Н/Д      | Н/Д      | 4:01.92          | 3                |
| Кейті Ледекі                                                                                                   | 800 м вільним стилем              | 8:12.86 OR        | 1 Q               | Н/Д      | Н/Д      | 8:04.79 WR       | 1                |
| Леа Сміт | 800 м вільним стилем              | 8:21.43           | 4 Q               | Н/Д      | Н/Д      | 8:20.95          | 6                |
| Кетлін Бейкер                                                                                                  | 100 м на спині                    | 58.84             | 1 Q               | 58.84    | 1 Q      | 58.75            | 2                |
| Олівія Смоліга                                                                                                 | 100 м на спині                    | 59.60             | 6 Q               | 59.35    | 8 Q      | 58.95            | 6                |
| Майя Дірадо | 200 м на спині                    | 2:08.60           | 3 Q               | 2:07.53  | 3 Q      | 2:05.99          | 1                |
| Міссі Франклін                                                                                                 | 200 м на спині                    | 2:09.36           | 11 Q              | 2:09.74  | 14       | Завершила виступ | Завершила виступ |
| Ліллі Кінг | 100 м брасом                      | 1:05.78           | 1 Q               | 1:05.70  | 1 Q      | 1:04.93 OR       | 1                |
| Кеті Мейлі | 100 м брасом                      | 1:06.00           | 3 Q               | 1:06.52  | 6 Q      | 1:05.69          | 3                |
| Моллі Генніс                                                                                                   | 200 м брасом                      | 2:24.74           | 12 Q              | 2:26.80  | 16       | Завершила виступ | Завершила виступ |
| Ліллі Кінг | 200 м брасом                      | 2:25.89           | 15 Q              | 2:24.59  | 12       | Завершила виступ | Завершила виступ |
| Дана Воллмер                                                                                                   | 100 м батерфляєм                  | 56.56             | 2 Q               | 57.06    | 4 Q      | 56.63            | 3                |
| Келсі Воррелл                                                                                                  | 100 м батерфляєм                  | 56.97             | 4 Q               | 57.54    | 9        | Завершила виступ | Завершила виступ |
| Каміль Адамс                                                                                                   | 200 м батерфляєм                  | 2:06.67           | 2 Q               | 2:07.22  | 8 Q      | 2:05.90          | 4                |
| Галі Флікінгер                                                                                                 | 200 м батерфляєм                  | 2:06.67           | 2 Q               | 2:07.02  | 6 Q      | 2:07.71          | 7                |
| Майя Дірадо | 200 м комплексом                  | 2:10.24           | 4 Q               | 2:08.91  | 3 Q      | 2:08.79          | 3                |
| Мелані Маргаліс                                                                                                | 200 м комплексом                  | 2:09.62           | 3 Q               | 2:10.10  | 5 Q      | 2:09.21          | 4                |
| Елізабет Бейсел                                                                                                | 400 м комплексом                  | 4:34.38           | 6 Q               | Н/Д      | Н/Д      | 4:34.98          | 6                |
| Майя Дірадо | 400 м комплексом                  | 4:33.50           | 3 Q               | Н/Д      | Н/Д      | 4:31.15          | 2                |
| Кейті Ледекі Сімоне Мануель Лія Ніл* Еллісон Шмітт* Дана Воллмер Аманда Вейр* Еббі Вейтцейл                    | Естафета 4 × 100 м вільним стилем | 3:33.59           | 2 Q               | Н/Д      | Н/Д      | 3:31.89 AM       | 2                |
| Майя Дірадо Міссі Франклін* Кейті Ледекі Мелані Маргаліс* Сьєрра Рунге* Еллісон Шмітт Леа Сміт                 | Естафета 4 × 200 м вільним стилем | 7:47.77           | 1 Q               | Н/Д      | Н/Д      | 7:43.03          | 1                |
| Кетлін Бейкер Ліллі Кінг Сімоне Мануель Кеті Мейлі* Олівія Смоліга* Дана Воллмер Еббі Вейтцейл* Келсі Воррелл* | Естафета 4 × 100 м комплексом     | 3:54.67           | 1 Q               | Н/Д      | Н/Д      | 3:53.13          | 1                |
| Гейлі Андерсон                                                                                                 | 10 км                             | Н/Д               | Н/Д               | Н/Д      | Н/Д      | 1:57:20.2        | 5                |

Ті, хто кваліфікувався у наступні стадії (Q) всі дисциплін, визначались лише за часом, тож показані місця відносно взагалі всіх спортсменів у цій дисципліні, а не окремому запливі.

* – Позначає, що спортсменка взяла участь у попередніх запливах, але не у фіналі.

## Синхронне плавання
Дві синхронні плавчині кваліфікувались на змагання дуетів завдяки своєму сьомому місцю на Олімпійських тестових змаганнях, що проходили в Ріо-де-Жанейро.
| Спортсменка                    | Дисципліна | Free routine (preliminary | Free routine (preliminary | Обов'язкова програма | Обов'язкова програма       | Обов'язкова програма | Довільна програма (фінал) | Довільна програма (фінал)        | Довільна програма (фінал) | Довільна програма (фінал) |
| Спортсменка                    | Дисципліна | Очки                      | Місце                     | Очки                 | Загалом (free + technical) | Місце                | Очки                      | Загалом (обов'язкова + довільна) | Місце                     |                           |
| ------------------------------ | ---------- | ------------------------- | ------------------------- | -------------------- | -------------------------- | -------------------- | ------------------------- | -------------------------------- | ------------------------- | ------------------------- |
| Аніта Альварес Марія Корольова | дуети      | 86.4333                   | 9                         | 86.4612              | 172.8945                   | 9 Q                  | 85.7333                   | 173.9945                         | 9                         |                           |

## Настільний теніс
Чоловіки
| Спортсмен                         | Дисципліна       | Попередній раунд         | Раунд 1                 | Раунд 2            | Раунд 3            | Раунд 1/16         | Чвертьфінали       | Півфінали          | Фінал / БМ         | Фінал / БМ      |
| Спортсмен                         | Дисципліна       | Суперник Результат       | Суперник Результат      | Суперник Результат | Суперник Результат | Суперник Результат | Суперник Результат | Суперник Результат | Суперник Результат | Місце           |
| --------------------------------- | ---------------- | ------------------------ | ----------------------- | ------------------ | ------------------ | ------------------ | ------------------ | ------------------ | ------------------ | --------------- |
| Фен Іцзюнь                        | Одиночний розряд | Bye                      | Хе Чжи Вень (ESP) L 2–4 | Завершив виступ    | Завершив виступ    | Завершив виступ    | Завершив виступ    | Завершив виступ    | Завершив виступ    | Завершив виступ |
| Канак Джха                        | Одиночний розряд | Німа Алам'ян (IRI) L 1–4 | Завершив виступ         | Завершив виступ    | Завершив виступ    | Завершив виступ    | Завершив виступ    | Завершив виступ    | Завершив виступ    | Завершив виступ |
| Фен Іцзюнь Канак Джха Тімоті Ванг | Командний розряд | Н/Д                      | Н/Д                     | Н/Д                | Н/Д                | Швеція (SWE) L 0–3 | Завершив виступ    | Завершив виступ    | Завершив виступ    | Завершив виступ |

Жінки
| Спортсменка                      | Дисципліна       | Попередній раунд    | Раунд 1                    | Раунд 2                      | Раунд 3                | Раунд 1/16            | Чвертьфінали        | Півфінали           | Фінал / БМ          | Фінал / БМ       |
| Спортсменка                      | Дисципліна       | Суперниця Результат | Суперниця Результат        | Суперниця Результат          | Суперниця Результат    | Суперниця Результат   | Суперниця Результат | Суперниця Результат | Суперниця Результат | Місце            |
| -------------------------------- | ---------------- | ------------------- | -------------------------- | ---------------------------- | ---------------------- | --------------------- | ------------------- | ------------------- | ------------------- | ---------------- |
| Дженніфер У                      | Одиночний розряд | Bye                 | Ева Одорова (SVK) W 4–1    | Матільда Екхольм (SWE) L 2–4 | Завершила виступ       | Завершила виступ      | Завершила виступ    | Завершила виступ    | Завершила виступ    | Завершила виступ |
| Лілі Чжан                        | Одиночний розряд | Bye                 | Гремліс Арвело (VEN) W 4–0 | Шао Цзені (POR) W 4–0        | Со Хьо Вон (KOR) L 1–4 | Завершила виступ      | Завершила виступ    | Завершила виступ    | Завершила виступ    | Завершила виступ |
| Дженніфер У Лілі Чжан Чжен Цзяці | Командний розряд | Н/Д                 | Н/Д                        | Н/Д                          | Н/Д                    | Німеччина (GER) L 0–3 | Завершили виступ    | Завершили виступ    | Завершили виступ    | Завершили виступ |

## Тхеквондо
| Спортсмен       | Категорія              | Раунд 1/16                 | Чвертьфінали                 | Півфінали                      | Втішний поєдинок             | Фінал / БМ                 | Фінал / БМ       |
| Спортсмен       | Категорія              | Суперник Результат         | Суперник Результат           | Суперник Результат             | Суперник Результат           | Суперник Результат         | Місце            |
| --------------- | ---------------------- | -------------------------- | ---------------------------- | ------------------------------ | ---------------------------- | -------------------------- | ---------------- |
| Стівен Лопес    | до 80 кг (чоловіки)    | Альберт Гаун (RUS) W 7–4   | Лутало Мугаммад (GBR) L 2–9  | Завершив виступ                | Хайдер Шкара (AUS) W 0–0 SUP | Уссама Услаті (TUN) L 5–14 | 5                |
| Стівен Ламбдін  | понад 80 кг (чоловіки) | Siqueira (BRA) L 7–9       | Завершив виступ              | Завершив виступ                | Завершив виступ              | Завершив виступ            | Завершив виступ  |
| Пейдж Макферсон | до 67 кг (жінки)       | Фаріда Азізова (AZE) L 5–6 | Завершила виступ             | Завершила виступ               | Завершила виступ             | Завершила виступ           | Завершила виступ |
| Джекі Галловей  | понад 67 кг (жінки)    | Крістал Вікс (PUR) W 5–0   | Решмі Оогінк (NED) W 1–1 SUP | Марія Еспіноса (MEX) L 0–0 SUP | Bye                          | Гвладіс Епанг (FRA) W 2–1  | 3                |

## Теніс
Чоловіки
| Спортсмен              | Дисципліна       | Раунд 1/64                        | Раунд 1/32                                                 | Раунд 1/16                                                | Чвертьфінали                                          | Півфінали                                    | Фінал / БМ                                      | Фінал / БМ      |
| Спортсмен              | Дисципліна       | Суперник Результат                | Суперник Результат                                         | Суперник Результат                                        | Суперник Результат                                    | Суперник Результат                           | Суперник Результат                              | Місце           |
| ---------------------- | ---------------- | --------------------------------- | ---------------------------------------------------------- | --------------------------------------------------------- | ----------------------------------------------------- | -------------------------------------------- | ----------------------------------------------- | --------------- |
| Браян Бейкер           | Одиночний турнір | Юіті Суґіта (JPN) L 7–5, 5–7, 4–6 | Завершив виступ                                            | Завершив виступ                                           | Завершив виступ                                       | Завершив виступ                              | Завершив виступ                                 | Завершив виступ |
| Стів Джонсон           | Одиночний турнір | Даріан Кінг (BAR) W 6–3, 6–2      | Гаштан Еліаш (POR) W 6–3, 6–4                              | Євген Донской (RUS) W 6–1, 6–1                            | Енді Маррей (GBR) L 0–6, 6–4, 6–7(2–7)                | Завершив виступ                              | Завершив виступ                                 | Завершив виступ |
| Деніс Кудла            | Одиночний турнір | Андрей Мартін (SVK) L 0–6, 3–6    | Завершив виступ                                            | Завершив виступ                                           | Завершив виступ                                       | Завершив виступ                              | Завершив виступ                                 | Завершив виступ |
| Джек Сок               | Одиночний турнір | Таро Даніель (JPN) L 4–6, 4–6     | Завершив виступ                                            | Завершив виступ                                           | Завершив виступ                                       | Завершив виступ                              | Завершив виступ                                 | Завершив виступ |
| Браян Бейкер Ражів Рам | Парний турнір    | Н/Д                               | Гаель Монфіс / Жо-Вілфрід Тсонга (FRA) W 6–1, 6–4          | Олівер Марах / Александер Пея (AUT) L 4–6, 7–6(7–2), 3–6  | Завершив виступ                                       | Завершив виступ                              | Завершив виступ                                 | Завершив виступ |
| Стів Джонсон Джек Сок  | Парний турнір    | Н/Д                               | Хуліо Перальта / Ганс Подліпнік-Кастільйо (CHI) W 6–2, 6–2 | Хуан Себастьян Кабаль / Роберт Фара (COL) W 6–4, 7–6(7–1) | Роберто Баутіста Аґут / Давид Феррер (ESP) W 6–4, 6–2 | Флорін Мерджа / Горія Текеу (ROU) L 3–6, 5–7 | Деніел Нестор / Вашек Поспішил (CAN) W 6–2, 6–4 | 3               |

Жінки
| Спортсменка                       | Дисципліна       | Раунд 1/64                                  | Раунд 1/32                                                       | Раунд 1/16                                      | Чвертьфінали                     | Півфінали                        | Фінал / БМ                          | Фінал / БМ       |
| Спортсменка                       | Дисципліна       | Суперниця Результат                         | Суперниця Результат                                              | Суперниця Результат                             | Суперниця Результат              | Суперниця Результат              | Суперниця Результат                 | Місце            |
| --------------------------------- | ---------------- | ------------------------------------------- | ---------------------------------------------------------------- | ----------------------------------------------- | -------------------------------- | -------------------------------- | ----------------------------------- | ---------------- |
| Медісон Кіз                       | Одиночний турнір | Данка Ковінич (MNE) W 6–3, 6–3              | Крістіна Младенович (FRA) W 7–5, 6–7(4–7), 7–6(7–5)              | Карла Суарес Наварро (ESP) W 6–3, 3–6, 6–3      | Дарія Касаткіна (RUS) W 6–3, 6–1 | Анджелік Кербер (GER) L 3–6, 5–7 | Петра Квітова (CZE) L 5–7, 6–2, 2–6 | 4                |
| Слоун Стівенс                     | Одиночний турнір | Ежені Бушар (CAN) L 3–6, 3–6                | Завершила виступ                                                 | Завершила виступ                                | Завершила виступ                 | Завершила виступ                 | Завершила виступ                    | Завершила виступ |
| Серена Вільямс                    | Одиночний турнір | Дарія Гаврилова (AUS) W 6–4, 6–2            | Алізе Корне (FRA) W 7–6(7–5), 6–2                                | Еліна Світоліна (UKR) L 4–6, 3–6                | Завершила виступ                 | Завершила виступ                 | Завершила виступ                    | Завершила виступ |
| Вінус Вільямс                     | Одиночний турнір | Кірстен Фліпкенс (BEL) L 6–4, 3–6, 6–7(5–7) | Завершила виступ                                                 | Завершила виступ                                | Завершила виступ                 | Завершила виступ                 | Завершила виступ                    | Завершила виступ |
| Бетані Маттек-Сендс Коко Вандевей | Парний турнір    | Н/Д                                         | Анабель Медіна Гаррігес / Аранча Парра Сантонха (ESP) W 6–1, 6–1 | Тімеа Бачинскі/ Мартіна Хінгіс (SUI) L 4–6, 4–6 | Завершили виступ                 | Завершили виступ                 | Завершили виступ                    | Завершили виступ |
| Серена Вільямс Вінус Вільямс      | Парний турнір    | Н/Д                                         | Луціє Шафарова / Барбора Заглавова-Стрицова (CZE) L 3–6, 4–6     | Завершили виступ                                | Завершили виступ                 | Завершили виступ                 | Завершили виступ                    | Завершили виступ |

Змішаний розряд
| Спортсмен                    | Дисципліна             | Раунд 1/16                                                        | Чвертьфінали                                    | Півфінали                                              | Фінал / БМ                                                   | Фінал / БМ |
| Спортсмен                    | Дисципліна             | Суперник Результат                                                | Суперник Результат                              | Суперник Результат                                     | Суперник Результат                                           | Місце      |
| ---------------------------- | ---------------------- | ----------------------------------------------------------------- | ----------------------------------------------- | ------------------------------------------------------ | ------------------------------------------------------------ | ---------- |
| Бетані Маттек-Сендс Джек Сок | Змішаний парний турнір | Джоанна Конта / Джеймі Маррей (GBR) W 6–4, 6–3                    | Тельяна Перейра / Марсело Мело (BRA) W 6–4, 6–4 | Луціє Градецька / Радек Штепанек (CZE) W 6–4, 7–6(7–3) | Вінус Вільямс / Ражів Рам (USA) W 6–7(3–7), 6–1, [10–7]      | 1          |
| Вінус Вільямс Ражів Рам      | Змішаний парний турнір | Кікі Бертенс / Жан-Жульєн Роєр (NED) W 6–7(4–7), 7–6(7–3), [10–8] | Роберта Вінчі / Фабіо Фоніні (ITA) W 6–3, 7–5   | Саня Мірза / Роган Бопанна (IND) W 6–2, 2–6, [10–3]    | Бетані Маттек-Сендс / Джек Сок (USA) L 7–6(7–3), 1–6, [7–10] | 2          |

## Тріатлон
| Спортсмен          | Змагання | Плавання, 1,5 км | Перехід 1 | Велосипед, 40 км          | Перехід 2                 | Біг, 10 км                | Загалом Час               | Місце                     |
| ------------------ | -------- | ---------------- | --------- | ------------------------- | ------------------------- | ------------------------- | ------------------------- | ------------------------- |
| Грегорі Біллінгтон | чоловіки | 18:15            | 0:49      | 59:33                     | 0:42                      | 32:45                     | 1:52:04                   | 37                        |
| Бен Кеньют         | чоловіки | 17:29            | 0:46      | 55:03                     | 0:40                      | 35:01                     | 1:48:59                   | 29                        |
| Джо Малой          | чоловіки | 18:03            | 0:50      | 56:25                     | 0:35                      | 32:37                     | 1:48:30                   | 23                        |
| Гвен Йоргенсен     | жінки    | 19:12            | 0:56      | 1:01:21                   | 0:38                      | 34:09                     | 1:56:16                   | 1                         |
| Сара Тру           | жінки    | 19:10            | 0:54      | Відстала більш як на коло | Відстала більш як на коло | Відстала більш як на коло | Відстала більш як на коло | Відстала більш як на коло |
| Кеті Зеферес       | жінки    | 19:03            | 1:01      | 1:01:26                   | 0:41                      | 38:44                     | 2:00:55                   | 18                        |

## Воллейбол

### Пляжний
| Спортсмен                     | Дисципліна | Груповий етап | Місце | Раунд 1/16                                                    | Чвертьфінали                                                          | Півфінали                                                     | Фінал / БМ                                                         | Фінал / БМ       |
| Спортсмен                     | Дисципліна | Суперник Результат | Місце | Суперник Результат                                            | Суперник Результат                                                    | Суперник Результат                                            | Суперник Результат                                                 | Місце            |
| ----------------------------- | ---------- | --- | ----- | ------------------------------------------------------------- | --------------------------------------------------------------------- | ------------------------------------------------------------- | ------------------------------------------------------------------ | ---------------- |
| Філ Далгауссер Ніколас Лусена | Чоловіки   | Група C Мохамед Арафет Насер – Хоаіб Белхай Салах (TUN) W 2 – 0 (21–7, 21–13) Ломбардо Онтіверос – Хуан Вірхен (MEX) W 2 – 0 (21–14, 21–17) Данієле Лупо – Паоло Ніколаї (ITA) W 2 – 1 (21–13, 17–21, 24–22)       | 1 Q   | Александер Губер – Робін Шидл (AUT) W 2 – 0 (21–14, 21–15)    | Алісон Серутті – Бруно Оскар Шмідт (BRA) L 1 – 2 (14–21, 21–12, 9–15) | Завершили виступ                                              | Завершили виступ                                                   | Завершили виступ |
| Джейк Гібб Кейсі Паттерсон    | Чоловіки   | Група F Джефферсон Перейра – Шериф Юноус (QAT) W 2 – 0 (21–16, 21–16) Александер Губер – Робін Шидл (AUT) L 0 – 2 (18–21, 18–21) Адріан Гавіра – Пабло Еррера (ESP) L 1 – 2 (19–21, 21–16, 7–15)                   | 4     | Завершили виступ                                              | Завершили виступ                                                      | Завершили виступ                                              | Завершили виступ                                                   | Завершили виступ |
| Лорен Фендрайк Брук Світ      | жінки      | Група A Моніка Бжостек – Кінга Калосіньська (POL) L 1 – 2 (21–14, 13–21, 7–15) Таліта Антунеш – Ларісса Франса (BRA) L 0 – 2 (16–21, 13–21) Катерина Бірлова – Євгенія Уколова (RUS) L 1 – 2 (18–21, 26–24, 13–15) | 4     | Завершили виступ                                              | Завершили виступ                                                      | Завершили виступ                                              | Завершили виступ                                                   | Завершили виступ |
| Ейпріл Росс Керрі Волш        | жінки      | Pool C Маріафе Артачо – Ніколь Лерд (AUS) W 2 – 0 (21–14, 21–13) Ван Фань – Юань Юе (CHN) W 2 – 0 (21–16, 21–9) Ізабель Форрер – Анук Верже-Депре (SUI) W 2 – 1 (21–13, 22–24, 15–12)                              | 1 Q   | Марта Менегатті – Лаура Джомбіні (ITA) W 2 – 0 (21–10, 21–16) | Луїз Боуден – Таліква Кленсі (AUS) W 2 – 0 (21–14, 21–16)             | Агата Беднарчук – Барбара Сейшас (BRA) L 0 – 2 (20–22, 18–21) | Ларісса Франса – Таліта Антунеш (BRA) W 2 – 1 (17–21, 21–17, 15–9) | 3                |

### У приміщенні

#### Чоловічий турнір
Чоловіча збірна США здобула путівку на Олімпіаду, посівши одне з перших двох місць на Кубку світу 2015, який відбувся в Японії.
Склад команди
Шаблон:2016 Summer Olympics United States men's volleyball team roster
Груповий етап
| М | Команда  | Очки | Матчі | Матчі | Сети | Сети | Сети  | Мʼячі | Мʼячі | Мʼячі |
| М | Команда  | Очки | В     | П     | В    | П    | В:П   | В     | П     | В:П   |
| - | -------- | ---- | ----- | ----- | ---- | ---- | ----- | ----- | ----- | ----- |
| 1 | Італія   | 12   | 4     | 1     | 13   | 5    | 2.600 | 432   | 375   | 1.152 |
| 2 | Канада   | 9    | 3     | 2     | 10   | 7    | 1.429 | 378   | 378   | 1.000 |
| 3 | США      | 9    | 3     | 2     | 10   | 8    | 1.250 | 419   | 405   | 1.035 |
| 4 | Бразилія | 8    | 3     | 2     | 11   | 9    | 1.222 | 467   | 442   | 1.057 |
| 5 | Франція  | 6    | 2     | 3     | 8    | 9    | 0.889 | 386   | 367   | 1.052 |
| 6 | Мексика  | 0    | 0     | 5     | 1    | 15   | 0.067 | 283   | 398   | 0.711 |

| Дата  | Час (UTC−3) |          | Рахунок |         | Сети  | Сети  | Сети  | Сети  | Сети | Глядачів | Протокол                                            |
| Дата  | Час (UTC−3) | 1        | Рахунок | 2       | 3     | 4     | 5     |       |      | Глядачів | Протокол                                            |
| ----- | ----------- | -------- | ------- | ------- | ----- | ----- | ----- | ----- | ---- | -------- | --------------------------------------------------- |
| 7.08  | 17:05       | США      | 0:3     | Канада  | 23:25 | 17:25 | 23:25 |       |      | 6875     | Звіт [Архівовано 18 серпня 2016 у Wayback Machine.] |
|       |             |          |         |         |       |       |       |       |      |          |                                                     |
| 9.08  | 15:00       | Італія   | 3:1     | США     | 28:26 | 20:25 | 25:23 | 25:23 |      | 6494     | Звіт [Архівовано 18 серпня 2016 у Wayback Machine.] |
|       |             |          |         |         |       |       |       |       |      |          |                                                     |
| 11.08 | 22:35       | Бразилія | 1:3     | США     | 20:25 | 23:25 | 25:20 | 20:25 |      | 8779     | Звіт [Архівовано 18 серпня 2016 у Wayback Machine.] |
|       |             |          |         |         |       |       |       |       |      |          |                                                     |
| 13.08 | 17:05       | США      | 3:1     | Франція | 25:22 | 25:22 | 14:25 | 25:22 |      | 7887     | Звіт [Архівовано 18 серпня 2016 у Wayback Machine.] |
|       |             |          |         |         |       |       |       |       |      |          |                                                     |
| 15.08 | 11:35       | США      | 3:0     | Мексика | 25:23 | 25:11 | 25:19 |       |      | 7963     | Звіт [Архівовано 15 серпня 2016 у Wayback Machine.] |

Чвертьфінал
Шаблон:2016 Summer Olympics men's volleyball match C2
Півфінал
Шаблон:2016 Summer Olympics men's volleyball match D1
Матч за бронзову медаль
Шаблон:2016 Summer Olympics men's volleyball match E1

#### жіночий турнір
Жіноча збірна США завоювала путівку на Олімпіаду, вигравши північноамериканських кваліфікаційний турнір, який відбувся в місті Лінкольн (штат Небраска).
Склад команди
Шаблон:2016 Summer Olympics United States women's volleyball team roster
Груповий етап
| М | Команда     | Очки | Матчі | Матчі | Сети | Сети | Сети  | Мʼячі | Мʼячі | Мʼячі |
| М | Команда     | Очки | В     | П     | В    | П    | В:П   | В     | П     | В:П   |
| - | ----------- | ---- | ----- | ----- | ---- | ---- | ----- | ----- | ----- | ----- |
| 1 | США         | 14   | 5     | 0     | 15   | 5    | 3.000 | 470   | 400   | 1.175 |
| 2 | Нідерланди  | 11   | 4     | 1     | 14   | 7    | 2.000 | 455   | 425   | 1.071 |
| 3 | Сербія      | 10   | 3     | 2     | 12   | 6    | 2.000 | 410   | 394   | 1.041 |
| 4 | КНР         | 7    | 2     | 3     | 9    | 9    | 1.000 | 398   | 389   | 1.023 |
| 5 | Італія      | 3    | 1     | 4     | 4    | 12   | 0.333 | 351   | 374   | 0.939 |
| 6 | Пуерто-Рико | 0    | 0     | 5     | 0    | 15   | 0.000 | 277   | 379   | 0.731 |

| Дата  | Час (UTC−3) |     | Рахунок |             | Сети  | Сети  | Сети  | Сети  | Сети | Глядачів | Протокол                                            |
| Дата  | Час (UTC−3) | 1   | Рахунок | 2           | 3     | 4     | 5     |       |      | Глядачів | Протокол                                            |
| ----- | ----------- | --- | ------- | ----------- | ----- | ----- | ----- | ----- | ---- | -------- | --------------------------------------------------- |
| 6.08  | 17:05       | США | 3:0     | Пуерто-Рико | 25:17 | 25:22 | 25:17 |       |      | 6832     | Звіт [Архівовано 18 серпня 2016 у Wayback Machine.] |
|       |             |     |         |             |       |       |       |       |      |          |                                                     |
| 8.08  | 15:00       | США | 3:2     | Нідерланди  | 18:25 | 25:18 | 21:25 | 25:20 | 15:8 | 5455     | Звіт [Архівовано 18 серпня 2016 у Wayback Machine.] |
|       |             |     |         |             |       |       |       |       |      |          |                                                     |
| 10.08 | 15:00       | США | 3:1     | Сербія      | 25:17 | 21:25 | 25:18 | 25:19 |      | 7134     | Звіт [Архівовано 18 серпня 2016 у Wayback Machine.] |
|       |             |     |         |             |       |       |       |       |      |          |                                                     |
| 12.08 | 15:00       | США | 3:1     | Італія      | 25:22 | 25:22 | 23:25 | 25:20 |      | 7243     | Звіт [Архівовано 20 серпня 2016 у Wayback Machine.] |
|       |             |     |         |             |       |       |       |       |      |          |                                                     |
| 14.08 | 17:05       | США | 3:1     | КНР         | 22:25 | 25:17 | 25:19 | 25:19 |      | 6897     | Звіт [Архівовано 21 серпня 2016 у Wayback Machine.] |

Чвертьфінал
Шаблон:2016 Summer Olympics women's volleyball match C2
Півфінал
Шаблон:2016 Summer Olympics women's volleyball match D2
Матч за бронзову медаль
Шаблон:2016 Summer Olympics women's volleyball match E1

## Водне поло
Підсумок
Легенда:
- FT – В основний час.
- P – Доля матчу вирішилася в серії післяматчевих пенальті.

| Команда         | Дисципліна       | Груповий етап      | Груповий етап      | Груповий етап      | Груповий етап      | Груповий етап      | Груповий етап | Чвертьфінал        | Півфінал           | Фінал / БМ         | Фінал / БМ |
| Команда         | Дисципліна       | Суперник Результат | Суперник Результат | Суперник Результат | Суперник Результат | Суперник Результат | Місце         | Суперник Результат | Суперник Результат | Суперник Результат | Місце      |
| --------------- | ---------------- | ------------------ | ------------------ | ------------------ | ------------------ | ------------------ | ------------- | ------------------ | ------------------ | ------------------ | ---------- |
| Чоловіча збірна | чоловічий турнір | Хорватія L 5–7     | Іспанія L 9–10     | Франція W 6–3      | Чорногорія L 5–8   | Італія W 10–7      | 5             | Завершили виступ   | Завершили виступ   | Завершили виступ   | 10         |
| Жіноча збірна   | жіночий турнір   | Іспанія W 11–4     | КНР W 12–4         | Угорщина W 11–6    | Н/Д                | Н/Д                | 1             | Бразилія W 13–3    | Угорщина W 14–10   | Італія W 12–5      | 1          |

### чоловічий турнір
Чоловіча збірна США завоювала путівку на Олімпіаду, завдяки потраплянню у фінал Панамериканських ігор 2015 в Торонто, а іншим фіналістом була збірна Бразилії, яка гарантувала собі путівку як господар змагань.
Склад команди
Шаблон:2016 Summer Olympics United States men's water polo team roster
Груповий етап
| М  | Команда    | І | В | Н | П | МЗ | МП | РМ  | О |
| -- | ---------- | - | - | - | - | -- | -- | --- | - |
| 1. | Іспанія    | 5 | 3 | 1 | 1 | 46 | 35 | +11 | 7 |
| 2. | Хорватія   | 5 | 3 | 0 | 2 | 37 | 37 | 0   | 6 |
| 3. | Італія     | 5 | 3 | 0 | 2 | 40 | 41 | −1  | 6 |
| 4. | Чорногорія | 5 | 2 | 1 | 2 | 36 | 32 | +4  | 5 |
| 5. | США        | 5 | 2 | 0 | 3 | 35 | 35 | 0   | 4 |
| 6. | Франція    | 5 | 1 | 0 | 4 | 28 | 42 | −14 | 2 |

| 6 серпня 2016 10:20 | протокол | США                                      | 5 – 7 | Хорватія         | Водний центр Марії Ленк, Ріо-де-Жанейро |
| 6 серпня 2016 10:20 | протокол | Рахунок за періодами: 2-2, 1-1, 1-2, 1-2 |       |                  | Водний центр Марії Ленк, Ріо-де-Жанейро |
| 6 серпня 2016 10:20 | протокол | Азеведо 2                                | Голів | Йокович, Шетка 2 | Водний центр Марії Ленк, Ріо-де-Жанейро |

| 8 серпня 2016 10:20 | протокол | США                                      | 9 – 10 | Іспанія   | Водний центр Марії Ленк, Ріо-де-Жанейро |
| 8 серпня 2016 10:20 | протокол | Рахунок за періодами: 2–4, 3–1, 2–3, 2–2 |        |           | Водний центр Марії Ленк, Ріо-де-Жанейро |
| 8 серпня 2016 10:20 | протокол | Бонанні 4                                | Голів  | Еченіке 3 | Водний центр Марії Ленк, Ріо-де-Жанейро |

| 10 серпня 2016 11:40 | протокол | Франція                                  | 3 – 6 | США        | Водний центр Марії Ленк, Ріо-де-Жанейро |
| 10 серпня 2016 11:40 | протокол | Рахунок за періодами: 1–1, 0–4, 0–0, 2–1 |       |            | Водний центр Марії Ленк, Ріо-де-Жанейро |
| 10 серпня 2016 11:40 | протокол | 3 гравці по 1                            | Голів | Самуельс 3 | Водний центр Марії Ленк, Ріо-де-Жанейро |

| 12 серпня 2016 10:20 | протокол | США                                      | 5 – 8 | Чорногорія | Водний центр Марії Ленк, Ріо-де-Жанейро |
| 12 серпня 2016 10:20 | протокол | Рахунок за періодами: 1–2, 0–0, 2–2, 2–4 |       |            | Водний центр Марії Ленк, Ріо-де-Жанейро |
| 12 серпня 2016 10:20 | протокол | Самуельс 2                               | Голів | Бргульян 2 | Водний центр Марії Ленк, Ріо-де-Жанейро |

| 14 серпня 2016 16:50 | протокол | США                                      | 10 – 7 | Італія                 | Водний центр Марії Ленк, Ріо-де-Жанейро |
| 14 серпня 2016 16:50 | протокол | Рахунок за періодами: 2–4, 3–2, 3–1, 2–0 |        |                        | Водний центр Марії Ленк, Ріо-де-Жанейро |
| 14 серпня 2016 16:50 | протокол | 4 гравці по 2                            | Голів  | Ді Фульвіо, Фільйолі 2 | Водний центр Марії Ленк, Ріо-де-Жанейро |

### жіночий турнір
Жіноча збірна США кваліфікувалась на Олімпіаду завдяки перемозі на Олімпійському кваліфікаційному турнірі, що пройшов у місті Гауда.
Склад команди
Шаблон:2016 Summer Olympics United States women's water polo team roster
Груповий етап
| М  | Команда  | І | В | Н | П | МЗ | МП | РМ  | О |
| -- | -------- | - | - | - | - | -- | -- | --- | - |
| 1. | США      | 3 | 3 | 0 | 0 | 34 | 14 | +20 | 6 |
| 2. | Іспанія  | 3 | 2 | 0 | 1 | 27 | 29 | −2  | 4 |
| 3. | Угорщина | 3 | 1 | 0 | 2 | 29 | 33 | −4  | 2 |
| 4. | КНР      | 3 | 0 | 0 | 3 | 23 | 37 | −14 | 0 |

| 9 серпня 2016 11:40 | Іспанія                                  | 4 – 11 | США | Водний центр Марії Ленк, Ріо-де-Жанейро |
| 9 серпня 2016 11:40 | Рахунок за періодами: 1–4, 1–3, 2–2, 0–2 |        |     | Водний центр Марії Ленк, Ріо-де-Жанейро |

| 11 серпня 2016 11:40 | КНР                                      | 4 – 12 | США | Водний центр Марії Ленк, Ріо-де-Жанейро |
| 11 серпня 2016 11:40 | Рахунок за періодами: 1–4, 0–3, 2–3, 1–2 |        |     | Водний центр Марії Ленк, Ріо-де-Жанейро |

| 13 серпня 2016 13:00 | Угорщина                                 | 6 – 11 | США | Водний центр Марії Ленк, Ріо-де-Жанейро |
| 13 серпня 2016 13:00 | Рахунок за періодами: 2–2, 1–5, 1–1, 2–3 |        |     | Водний центр Марії Ленк, Ріо-де-Жанейро |

Чвертьфінал
| 15 серпня 2016 14:10 | Звіт | Бразилія                                 | 3 – 13 | США | Водний центр Марії Ленк, Ріо-де-Жанейро |
| 15 серпня 2016 14:10 | Звіт | Рахунок за періодами: 0–5, 0–3, 0–5, 3–0 |        |     | Водний центр Марії Ленк, Ріо-де-Жанейро |

Півфінал
| 17 серпня 2016 16:30 | протокол | Угорщина                                 | 10 – 14 | США | Водний центр Марії Ленк, Ріо-де-Жанейро |
| 17 серпня 2016 16:30 | протокол | Рахунок за періодами: 2–3, 3–5, 3–4, 2–2 |         |     | Водний центр Марії Ленк, Ріо-де-Жанейро |

Фінал
| 19 серпня 2016 17:50 | протокол | США                                      | 12 – 5 | Італія | Водний центр Марії Ленк, Ріо-де-Жанейро |
| 19 серпня 2016 17:50 | протокол | Рахунок за періодами: 4–1, 1–2, 4–1, 3–1 |        |        | Водний центр Марії Ленк, Ріо-де-Жанейро |

## Важка атлетика
| Спортсмен      | Категорія           | Ривок     | Ривок | Поштовх   | Поштовх | Загалом | Місце |
| Спортсмен      | Категорія           | Результат | Місце | Результат | Місце   | Загалом | Місце |
| -------------- | ------------------- | --------- | ----- | --------- | ------- | ------- | ----- |
| Кендрік Фарріс | до 94 кг (чоловіки) | 160       | 11    | 197       | 11      | 357     | 11    |
| Морган Кінг    | до 48 кг (жінки)    | 83        | 5     | 100       | 6       | 183     | 6     |
| Дженні Артур   | до 75 кг (жінки)    | 107       | =6    | 135       | =5      | 242     | 6     |
| Сара Роблес    | понад 75 кг (жінки) | 126       | 3     | 160       | 4       | 286     | 3     |

## Боротьба
14 борців США кваліфікувались на Олімпіаду, що становить найменшу кількість від часів Олімпіади 1952. П'ятеро з них фінішували в першій шістці у своїх дисциплінах на Чемпіонаті світу 2015: вільна боротьба серед чоловіків до 74 і 97 кг, греко-римська боротьба до 75 і 130 кг, а також вільна боротьба серед жінок до 75 кг. Ще чотири путівки дістались борцям США за потрапляння в один із двох фіналів у своїх вагових категоріях на Панамериканському кваліфікаційному турнірі 2016. Ще четверо борців увійшли до складу американської команди завдяки потраплянню у фінал на окремих світових кваліфікаційних турнірах; з вільної боротьби серед чоловіків до 85 кг і серед жінок до 48 і 53 кг на першому (в Улан-Баторі), і ще один у греко-римській боротьбі до 59 кг на другому (в Стамбулі).
Щоб підтвердити свій вибір до олімпійської команди США, борці повинні були посісти перше місце у своїй дисципліні на Олімпійському випробувальному турнірі США 2016 (з 8-го по 10-те квітня) в Айова-Сіті. Серед них були олімпійський чемпіон Олімпіади в Лондоні 2012 Джордан Берроуз і чемпіони світу Гелен Мароуліс,  Кайл Снайдер та Аделіна Грей. 11 травня 2016 року Франк Молінаро, який фінішував третім у вільній боротьбі до 65 кг на фінальному змаганні в Стамбулі, здобув останню олімпійську путівку, оскільки в тих спортсменів, що були кваліфікувались раніше, знайшли допінг.
Key:
- VT – Перемога на туше.
- PP – Перемога за очками – з технічними очками в того, хто програв.
- PO – Перемога за очками – без технічних очок в того, хто програв.
- SP – Перемога за явної переваги – різниця в очках становить принаймні 8 (греко-римська боротьба) або 10 (вільна боротьба) очок, з технічними очками в того, хто програв.
- ST – Перемога за явної переваги – різниця в очках становить принаймні 8 (греко-римська боротьба) або 10 (вільна боротьба) очок, без технічних очок у того, хто програв.
- VA – Рішення через відмову

Чоловіки
Вільна боротьба
| Спортсмен       | Категорія | Кваліфікація       | Раунд 1/16                           | Чвертьфінал                    | Півфінал                        | Втішний поєдинок 1 | Втішний поєдинок 2                 | Фінал / БМ                      | Фінал / БМ |
| Спортсмен       | Категорія | Суперник Результат | Суперник Результат                   | Суперник Результат             | Суперник Результат              | Суперник Результат | Суперник Результат                 | Суперник Результат              | Місце      |
| --------------- | --------- | ------------------ | ------------------------------------ | ------------------------------ | ------------------------------- | ------------------ | ---------------------------------- | ------------------------------- | ---------- |
| Даніель Денніс  | до 57 кг  | Bye                | Владімір Дубов (BUL) L 0–4 ST        | Завершив виступ                | Завершив виступ                 | Завершив виступ    | Завершив виступ                    | Завершив виступ                 | 19         |
| Франк Молінаро  | до 65 кг  | Bye                | Магомедмурад Гаджієв (POL) W 3–1 PP  | Тогрул Асгаров (AZE) L 0–4 ST  | Завершив виступ                 | Bye                | Андрій Квятковський (UKR) W 3–1 PP | Франк Чамісо (ITA) L 1–3 PP     | 5          |
| Джордан Берроуз | до 74 кг  | Bye                | Аугусто Мідана (GBS) W 3–1 PP        | Аніуар Гедуєв (RUS) L 1–3 PP   | Завершив виступ                 | Bye                | Бекзод Абдурахмонов (UZB) L 1–4 SP | Завершив виступ                 | 9          |
| Джейден Кокс    | до 86 кг  | Bye                | Омаргаджі Магомедов (BLR) W 3–1 PP   | Аліреза Карімі (IRI) W 3–1 PP  | Селім Яшар (TUR) L 1–3 PP       | Bye                | Bye                                | Рейнеріс Салас (CUB) W 5–0 VA   | 3          |
| Кайл Снайдер    | до 97 кг  | Bye                | Хав'єр Кортіна (CUB) W 3–1 PP        | Альберт Сарітов (ROU) W 3–0 PO | Елізбар Одікадзе (GEO) W 3–1 PP | Bye                | Bye                                | Хетаг Газюмов (AZE) W 3–1 PP    | 1          |
| Тервел Длагнєв  | до 125 кг | Bye                | Джамаладдін Магомедов (AZE) W 3–1 PP | Роберт Баран (POL) W 3–1 PP    | Комейл Гасемі (IRI) L 0–4 ST    | Bye                | Bye                                | Гено Петріашвілі (GEO) L 0–4 ST | 5          |

Греко-римська боротьба
| Спортсмен     | Категорія | Кваліфікація       | Раунд 1/16                       | Чвертьфінал                    | Півфінал           | Втішний поєдинок 1 | Втішний поєдинок 2 | Фінал / БМ         | Фінал / БМ |
| Спортсмен     | Категорія | Суперник Результат | Суперник Результат               | Суперник Результат             | Суперник Результат | Суперник Результат | Суперник Результат | Суперник Результат | Місце      |
| ------------- | --------- | ------------------ | -------------------------------- | ------------------------------ | ------------------ | ------------------ | ------------------ | ------------------ | ---------- |
| Джессі Тільке | до 59 кг  | Bye                | Мехді Массауді (MAR) W 4–0 ST    | Ровшан Байрамов (AZE) L 0–4 ST | Завершив виступ    | Завершив виступ    | Завершив виступ    | Завершив виступ    | 9          |
| Енді Байсек   | до 75 кг  | Bye                | Юрісанді Ернандес (CUB) W 3–0 PO | Божо Старчевич (CRO) L 0–3 PO  | Завершив виступ    | Завершив виступ    | Завершив виступ    | Завершив виступ    | 12         |
| Бен Провізор  | до 85 кг  | Bye                | Рустам Ассакалов (UZB) L 1–3 PP  | Завершив виступ                | Завершив виступ    | Завершив виступ    | Завершив виступ    | Завершив виступ    | 12         |
| Роббі Сміт    | до 130 кг | Bye                | Шаріаті Сабах (AZE) L 1–3 PP     | Завершив виступ                | Завершив виступ    | Завершив виступ    | Завершив виступ    | Завершив виступ    | 12         |

Жінки
Вільна боротьба
| Спортсменка     | Категорія | Кваліфікація                 | Раунд 1/16                     | Чвертьфінал                            | Півфінал                      | Втішний поєдинок 1  | Втішний поєдинок 2            | Фінал / БМ                        | Фінал / БМ |
| Спортсменка     | Категорія | Суперниця Результат          | Суперниця Результат            | Суперниця Результат                    | Суперниця Результат           | Суперниця Результат | Суперниця Результат           | Суперниця Результат               | Місце      |
| --------------- | --------- | ---------------------------- | ------------------------------ | -------------------------------------- | ----------------------------- | ------------------- | ----------------------------- | --------------------------------- | ---------- |
| Хейлі Аугелло   | до 48 кг  | Bye                          | Джессіка Блажка (NED) W 3–0 PO | Ері Тосака (JPN) L 1–3 PP              | Завершила виступ              | Bye                 | Жулдиз Ешимова (KAZ) L 1–3 PP | Завершила виступ                  | 9          |
| Гелен Мароуліс  | до 53 кг  | Юлія Халваджи (UKR) W 3–1 PP | Чжун Сюечунь (CHN) W 4–0 ST    | Чон Мьон Сок (PRK) W 3–1 PP            | Софія Маттссон (SWE) W 5–0 VT | Bye                 | Bye                           | Саорі Йосіда (JPN) W 3–1 PP       | 1          |
| Олена Пирожкова | до 63 кг  | Bye                          | Тайбе Юсейн (BUL) W 3–1 PP     | Соронзонболдин Батцецег (MGL) W 3–1 PP | Марія Мамашук (BLR) L 1–3 PP  | Bye                 | Bye                           | Катерина Ларіонова (KAZ) L 0–5 VT | 5          |
| Аделіна Грей    | до 75 кг  | Bye                          | Андреа Олая (COL) W 5–0 VT     | Василіса Марзалюк (BLR) L 1–3 PP       | Завершила виступ              | Завершила виступ    | Завершила виступ              | Завершила виступ                  | 7          |